# فهرست خورشیدگرفتگی‌های سده ۲۳ (میلادی)
این فهرست شامل خورشیدگرفتگی‌های قرن ۲۳ میلادی است که در طی سال‌های ۲۲۰۱ تا ۲۳۰۰ روی خواهند داد. در این دوره ۲۴۸ خورشیدگرفتگی روی خواهد داد که ۹۲ مورد آن خورشیدگرفتگی جزئی،  ۸۶ مورد خورشیدگرفتگی حلقه‌ای، ۶۷ خورشیدگرفتگی کامل و ۳ مورد نیز از نوع خورشیدگرفتگی مرکب خواهد بود.
| تاریخ           | زمان بزرگ‌ترین گرفت | چرخهٔ ساروس | نوع    | Magnitude | مدت زمان          | مکان                                            | مسیر گرفتگی            | ناحیهٔ جغرافیایی | منبع(ها) |
| --------------- | ------------------ | ---------- | ------ | --------- | ----------------- | ----------------------------------------------- | ---------------------- | --------------- | -------- |
| ۴ آوریل ۲۲۰۱    | ۰۶:۱۹:۵۷           | ۱۴۲        | کامل   | ۱٫۰۵۸۴    | ۰۵ دقیقه ۲۰ ثانیه | ۲°۴۲′جنوبی ۹۰°۱۲′شرقی / ۲٫۷°جنوبی ۹۰٫۲°شرقی     | ۱۹۴ کیلومتر (۱۲۱ مایل) |                 | [ ۱ ]    |
| ۲۸ سپتامبر ۲۲۰۱ | ۰۴:۴۱:۵۱           | ۱۴۷        | حلقه‌ای | ۰٫۹۳۶۱    | ۰۸ دقیقه ۲۱ ثانیه | ۵°۱۲′شمالی ۱۱۱°۲۴′شرقی / ۵٫۲°شمالی ۱۱۱٫۴°شرقی   | ۲۴۰ کیلومتر (۱۵۰ مایل) |                 | [ ۱ ]    |
| ۲۴ مارس ۲۲۰۲    | ۲۲:۴۲:۵۸           | ۱۵۲        | کامل   | ۱٫۰۴۳۱    | ۰۳ دقیقه ۰۳ ثانیه | ۵۲°۵۴′جنوبی ۱۳۱°۵۴′غربی / ۵۲٫۹°جنوبی ۱۳۱٫۹°غربی | ۲۷۱ کیلومتر (۱۶۸ مایل) |                 | [ ۱ ]    |
| ۱۷ سپتامبر ۲۲۰۲ | ۰۶:۱۸:۵۳           | ۱۵۷        | حلقه‌ای | ۰٫۹۵۹۷    | ۰۳ دقیقه ۲۴ ثانیه | ۵۷°۰۶′شمالی ۱۱۴°۱۲′شرقی / ۵۷٫۱°شمالی ۱۱۴٫۲°شرقی | ۲۸۱ کیلومتر (۱۷۵ مایل) |                 | [ ۱ ]    |
| ۱۲ فوریه ۲۲۰۳   | ۲۲:۳۸:۳۵           | ۱۲۴        | جزئی   | ۰٫۵۹۹۸    | —                 | ۷۰°۴۸′شمالی ۱۶۰°۲۴′شرقی / ۷۰٫۸°شمالی ۱۶۰٫۴°شرقی | —                      |                 | [ ۱ ]    |
| ۸ اوت ۲۲۰۳      | ۰۶:۰۱:۵۶           | ۱۲۹        | جزئی   | ۰٫۸۸۹۸    | —                 | ۷۰°۰۶′جنوبی ۵۷°۰۰′شرقی / ۷۰٫۱°جنوبی ۵۷٫۰°شرقی   | —                      |                 | [ ۱ ]    |
| ۶ سپتامبر ۲۲۰۳  | ۱۴:۵۰:۲۳           | ۱۶۷        | جزئی   | ۰٫۰۰۶۷    | —                 | ۷۱°۴۸′شمالی ۶۹°۲۴′شرقی / ۷۱٫۸°شمالی ۶۹٫۴°شرقی   | —                      |                 | [ ۱ ]    |
| ۲ فوریه ۲۲۰۴    | ۰۱:۲۵:۲۶           | ۱۳۴        | حلقه‌ای | ۰٫۹۲۱۸    | ۱۰ دقیقه ۳۸ ثانیه | ۱۶°۰۰′شمالی ۱۵۷°۴۸′شرقی / ۱۶٫۰°شمالی ۱۵۷٫۸°شرقی | ۳۵۳ کیلومتر (۲۱۹ مایل) |                 | [ ۱ ]    |
| ۲۷ ژوئیه ۲۲۰۴   | ۲۲:۴۴:۳۲           | ۱۳۹        | کامل   | ۱٫۰۷۹۳    | ۰۷ دقیقه ۲۲ ثانیه | ۱°۰۰′شمالی ۱۶۰°۰۶′غربی / ۱٫۰°شمالی ۱۶۰٫۱°غربی   | ۲۶۹ کیلومتر (۱۶۷ مایل) |                 | [ ۱ ]    |
| ۲۱ ژانویه ۲۲۰۵  | ۰۰:۲۷:۳۲           | ۱۴۴        | حلقه‌ای | ۰٫۹۲۴۱    | ۰۹ دقیقه ۴۲ ثانیه | ۲۷°۳۰′جنوبی ۱۷۸°۳۶′شرقی / ۲۷٫۵°جنوبی ۱۷۸٫۶°شرقی | ۲۸۹ کیلومتر (۱۸۰ مایل) |                 | [ ۱ ]    |
| ۱۷ ژوئیه ۲۲۰۵   | ۱۵:۱۸:۰۰           | ۱۴۹        | کامل   | ۱٫۰۵۲۵    | ۰۴ دقیقه ۱۰ ثانیه | ۴۷°۱۲′شمالی ۴۳°۰۰′غربی / ۴۷٫۲°شمالی ۴۳٫۰°غربی   | ۱۹۳ کیلومتر (۱۲۰ مایل) |                 | [ ۱ ]    |
| ۱۰ ژانویه ۲۲۰۶  | ۰۳:۲۴:۰۸           | ۱۵۴        | حلقه‌ای | ۰٫۹۵۹۲    | ۰۲ دقیقه ۵۷ ثانیه | ۷۵°۵۴′جنوبی ۱۴۰°۳۰′شرقی / ۷۵٫۹°جنوبی ۱۴۰٫۵°شرقی | ۲۵۲ کیلومتر (۱۵۷ مایل) |                 | [ ۱ ]    |
| ۷ ژوئن ۲۲۰۶     | ۱۵:۰۵:۵۹           | ۱۲۱        | جزئی   | ۰٫۱۱۶۶    | —                 | ۶۴°۴۲′جنوبی ۱۷°۱۸′غربی / ۶۴٫۷°جنوبی ۱۷٫۳°غربی   | —                      |                 | [ ۱ ]    |
| ۷ ژوئیه ۲۲۰۶    | ۰۳:۱۰:۲۶           | ۱۵۹        | جزئی   | ۰٫۵۳۳۵    | —                 | ۶۷°۲۴′شمالی ۴۶°۱۸′غربی / ۶۷٫۴°شمالی ۴۶٫۳°غربی   | —                      |                 | [ ۱ ]    |
| ۱ دسامبر ۲۲۰۶   | ۰۲:۳۳:۵۵           | ۱۲۶        | جزئی   | ۰٫۴۹۸۵    | —                 | ۶۴°۰۶′شمالی ۱۷۵°۴۲′شرقی / ۶۴٫۱°شمالی ۱۷۵٫۷°شرقی | —                      |                 | [ ۱ ]    |
| ۳۰ دسامبر ۲۲۰۶  | ۱۳:۴۰:۳۰           | ۱۶۴        | جزئی   | ۰٫۱۹۹۷    | —                 | ۶۶°۴۸′جنوبی ۱۶۲°۱۸′شرقی / ۶۶٫۸°جنوبی ۱۶۲٫۳°شرقی | —                      |                 | [ ۱ ]    |
| ۲۷ مه ۲۲۰۷      | ۱۶:۴۷:۴۷           | ۱۳۱        | حلقه‌ای | ۰٫۹۳۹۳    | ۰۷ دقیقه ۲۵ ثانیه | ۲۷°۳۰′جنوبی ۵۷°۰۰′غربی / ۲۷٫۵°جنوبی ۵۷٫۰°غربی   | ۳۴۷ کیلومتر (۲۱۶ مایل) |                 | [ ۱ ]    |
| ۲۰ نوامبر ۲۲۰۷  | ۱۸:۳۰:۲۶           | ۱۳۶        | کامل   | ۱٫۰۴۳۴    | ۰۳ دقیقه ۵۶ ثانیه | ۱۵°۴۸′شمالی ۸۷°۴۸′غربی / ۱۵٫۸°شمالی ۸۷٫۸°غربی   | ۱۸۰ کیلومتر (۱۱۰ مایل) |                 | [ ۱ ]    |
| ۱۵ مه ۲۲۰۸      | ۱۷:۵۳:۰۶           | ۱۴۱        | حلقه‌ای | ۰٫۹۶۲۵    | ۰۴ دقیقه ۱۹ ثانیه | ۱۸°۴۲′شمالی ۸۷°۰۰′غربی / ۱۸٫۷°شمالی ۸۷٫۰°غربی   | ۱۳۶ کیلومتر (۸۵ مایل)  |                 | [ ۱ ]    |
| ۹ نوامبر ۲۲۰۸   | ۰۸:۱۷:۱۲           | ۱۴۶        | مرکب   | ۱٫۰۰۵۹    | ۰۰ دقیقه ۳۴ ثانیه | ۲۱°۴۸′جنوبی ۵۱°۲۴′شرقی / ۲۱٫۸°جنوبی ۵۱٫۴°شرقی   | ۲۰ کیلومتر (۱۲ مایل)   |                 | [ ۱ ]    |
| ۵ مه ۲۲۰۹       | ۰۰:۵۶:۵۳           | ۱۵۱        | مرکب   | ۱٫۰۰۶۵    | ۰۰ دقیقه ۲۸ ثانیه | ۵۷°۴۲′شمالی ۱۳۴°۲۴′شرقی / ۵۷٫۷°شمالی ۱۳۴٫۴°شرقی | ۳۴ کیلومتر (۲۱ مایل)   |                 | [ ۱ ]    |
| ۲۹ اکتبر ۲۲۰۹   | ۱۵:۵۰:۲۰           | ۱۵۶        | حلقه‌ای | ۰٫۹۴۷۲    | ۰۴ دقیقه ۰۲ ثانیه | ۶۰°۴۲′جنوبی ۱۰۶°۱۸′غربی / ۶۰٫۷°جنوبی ۱۰۶٫۳°غربی | ۳۵۸ کیلومتر (۲۲۲ مایل) |                 | [ ۱ ]    |
| ۲۶ مارس ۲۲۱۰    | ۰۶:۰۱:۵۷           | ۱۲۳        | جزئی   | ۰٫۶۹۵۴    | —                 | ۶۱°۰۶′جنوبی ۱۷۹°۱۲′شرقی / ۶۱٫۱°جنوبی ۱۷۹٫۲°شرقی | —                      |                 | [ ۱ ]    |
| ۲۴ آوریل ۲۲۱۰   | ۱۴:۳۹:۱۹           | ۱۶۱        | جزئی   | ۰٫۲۱۴۸    | —                 | ۶۱°۵۴′شمالی ۱۵۳°۲۴′غربی / ۶۱٫۹°شمالی ۱۵۳٫۴°غربی | —                      |                 | [ ۱ ]    |
| ۱۸ سپتامبر ۲۲۱۰ | ۲۳:۵۹:۰۹           | ۱۲۸        | جزئی   | ۰٫۳۳۸۴    | —                 | ۶۱°۰۰′شمالی ۸۶°۱۲′غربی / ۶۱٫۰°شمالی ۸۶٫۲°غربی   | —                      |                 | [ ۱ ]    |
| ۱۵ مارس ۲۲۱۱    | ۲۲:۰۱:۴۰           | ۱۳۳        | کامل   | ۱٫۰۳۶۸    | ۰۲ دقیقه ۵۷ ثانیه | ۲۷°۴۸′جنوبی ۱۳۰°۳۶′غربی / ۲۷٫۸°جنوبی ۱۳۰٫۶°غربی | ۱۴۰ کیلومتر (۸۷ مایل)  |                 | [ ۱ ]    |
| ۸ سپتامبر ۲۲۱۱  | ۰۳:۱۷:۱۸           | ۱۳۸        | حلقه‌ای | ۰٫۹۸۰۸    | ۰۱ دقیقه ۴۳ ثانیه | ۳۶°۵۴′شمالی ۱۵۲°۳۰′شرقی / ۳۶٫۹°شمالی ۱۵۲٫۵°شرقی | ۸۳ کیلومتر (۵۲ مایل)   |                 | [ ۱ ]    |
| ۴ مارس ۲۲۱۲     | ۰۹:۵۵:۰۰           | ۱۴۳        | حلقه‌ای | ۰٫۹۸۳۴    | ۰۱ دقیقه ۴۰ ثانیه | ۴°۵۴′شمالی ۳۰°۰۶′شرقی / ۴٫۹°شمالی ۳۰٫۱°شرقی     | ۶۰ کیلومتر (۳۷ مایل)   |                 | [ ۱ ]    |
| ۲۷ اوت ۲۲۱۲     | ۱۳:۵۶:۱۷           | ۱۴۸        | کامل   | ۱٫۰۴۱۶    | ۰۳ دقیقه ۴۵ ثانیه | ۰°۰۶′جنوبی ۳۱°۴۲′غربی / ۰٫۱°جنوبی ۳۱٫۷°غربی     | ۱۴۲ کیلومتر (۸۸ مایل)  |                 | [ ۱ ]    |
| ۲۱ فوریه ۲۲۱۳   | ۱۴:۳۰:۱۴           | ۱۵۳        | حلقه‌ای | ۰٫۹۲۳۰    | ۰۶ دقیقه ۴۴ ثانیه | ۵۳°۲۴′شمالی ۷۸°۳۶′غربی / ۵۳٫۴°شمالی ۷۸٫۶°غربی   | ۰۸۰ کیلومتر (۵۰ مایل)  |                 | [ ۱ ]    |
| ۱۷ اوت ۲۲۱۳     | ۰۵:۵۶:۳۲           | ۱۵۸        | کامل   | ۱٫۰۶۵۳    | ۰۴ دقیقه ۳۵ ثانیه | ۴۶°۰۰′جنوبی ۶۰°۱۸′شرقی / ۴۶٫۰°جنوبی ۶۰٫۳°شرقی   | ۵۲۵ کیلومتر (۳۲۶ مایل) |                 | [ ۱ ]    |
| ۱۱ ژانویه ۲۲۱۴  | ۱۹:۱۷:۵۲           | ۱۲۵        | جزئی   | ۰٫۳۰۷۸    | —                 | ۶۴°۰۶′جنوبی ۳۹°۴۲′شرقی / ۶۴٫۱°جنوبی ۳۹٫۷°شرقی   | —                      |                 | [ ۱ ]    |
| ۸ ژوئیه ۲۲۱۴    | ۱۴:۵۲:۴۵           | ۱۳۰        | کامل   | ۱٫۰۳۰۳    | ۰۱ دقیقه ۴۶ ثانیه | ۷۸°۰۶′شمالی ۲۸°۱۸′شرقی / ۷۸٫۱°شمالی ۲۸٫۳°شرقی   | ۲۳۰ کیلومتر (۱۴۰ مایل) |                 | [ ۱ ]    |
| ۱ ژانویه ۲۲۱۵   | ۰۰:۱۶:۳۶           | ۱۳۵        | حلقه‌ای | ۰٫۹۷۸۳    | ۰۱ دقیقه ۴۱ ثانیه | ۶۲°۱۸′جنوبی ۱۶۸°۰۰′غربی / ۶۲٫۳°جنوبی ۱۶۸٫۰°غربی | ۱۰۱ کیلومتر (۶۳ مایل)  |                 | [ ۱ ]    |
| ۲۸ ژوئن ۲۲۱۵    | ۰۰:۴۸:۴۵           | ۱۴۰        | حلقه‌ای | ۰٫۹۸۳۹    | ۰۱ دقیقه ۴۴ ثانیه | ۳۱°۲۴′شمالی ۱۷۲°۰۰′شرقی / ۳۱٫۴°شمالی ۱۷۲٫۰°شرقی | ۵۸ کیلومتر (۳۶ مایل)   |                 | [ ۱ ]    |
| ۲۱ دسامبر ۲۲۱۵  | ۱۲:۲۰:۰۸           | ۱۴۵        | کامل   | ۱٫۰۳۳۶    | ۰۳ دقیقه ۱۴ ثانیه | ۱۹°۳۰′جنوبی ۴°۰۶′غربی / ۱۹٫۵°جنوبی ۴٫۱°غربی     | ۱۱۴ کیلومتر (۷۱ مایل)  |                 | [ ۱ ]    |
| ۱۶ ژوئن ۲۲۱۶    | ۰۳:۴۱:۰۴           | ۱۵۰        | حلقه‌ای | ۰٫۹۴۵۸    | ۰۷ دقیقه ۲۰ ثانیه | ۱۶°۴۲′جنوبی ۱۲۴°۳۶′شرقی / ۱۶٫۷°جنوبی ۱۲۴٫۶°شرقی | ۲۶۰ کیلومتر (۱۶۰ مایل) |                 | [ ۱ ]    |
| ۱۰ دسامبر ۲۲۱۶  | ۰۳:۵۷:۵۲           | ۱۵۵        | کامل   | ۱٫۰۴۲۱    | ۰۳ دقیقه ۵۱ ثانیه | ۲۴°۴۸′شمالی ۱۲۰°۱۲′شرقی / ۲۴٫۸°شمالی ۱۲۰٫۲°شرقی | ۲۰۸ کیلومتر (۱۲۹ مایل) |                 | [ ۱ ]    |
| ۶ مه ۲۲۱۷       | ۱۴:۳۱:۱۵           | ۱۲۲        | جزئی   | ۰٫۲۱۰۰    | —                 | ۷۰°۰۰′شمالی ۱۷۸°۳۰′شرقی / ۷۰٫۰°شمالی ۱۷۸٫۵°شرقی | —                      |                 | [ ۱ ]    |
| ۵ ژوئن ۲۲۱۷     | ۰۴:۲۲:۲۱           | ۱۶۰        | جزئی   | ۰٫۳۰۹۴    | —                 | ۶۷°۳۰′جنوبی ۱۱۸°۵۴′شرقی / ۶۷٫۵°جنوبی ۱۱۸٫۹°شرقی | —                      |                 | [ ۱ ]    |
| ۳۱ اکتبر ۲۲۱۷   | ۰۶:۰۸:۵۴           | ۱۲۷        | جزئی   | ۰٫۴۱۸۵    | —                 | ۷۰°۴۲′جنوبی ۴۹°۴۸′غربی / ۷۰٫۷°جنوبی ۴۹٫۸°غربی   | —                      |                 | [ ۱ ]    |
| ۲۹ نوامبر ۲۲۱۷  | ۱۸:۲۹:۵۱           | ۱۶۵        | جزئی   | ۰٫۱۷۸۲    | —                 | ۶۸°۰۶′شمالی ۸۷°۱۸′غربی / ۶۸٫۱°شمالی ۸۷٫۳°غربی   | —                      |                 | [ ۱ ]    |
| ۲۵ آوریل ۲۲۱۸   | ۲۳:۳۳:۱۴           | ۱۳۲        | کامل   | ۱٫۰۲۱۹    | ۰۱ دقیقه ۴۳ ثانیه | ۵۱°۰۶′شمالی ۱۷۴°۱۸′شرقی / ۵۱٫۱°شمالی ۱۷۴٫۳°شرقی | ۹۶ کیلومتر (۶۰ مایل)   |                 | [ ۱ ]    |
| ۲۰ اکتبر ۲۲۱۸   | ۱۱:۴۱:۵۶           | ۱۳۷        | حلقه‌ای | ۰٫۹۴۱۶    | ۰۵ دقیقه ۴۱ ثانیه | ۴۸°۲۴′جنوبی ۱۲°۰۶′غربی / ۴۸٫۴°جنوبی ۱۲٫۱°غربی   | ۲۸۰ کیلومتر (۱۷۰ مایل) |                 | [ ۱ ]    |
| ۱۵ آوریل ۲۲۱۹   | ۱۴:۲۶:۳۳           | ۱۴۲        | کامل   | ۱٫۰۶۲۸    | ۰۵ دقیقه ۴۵ ثانیه | ۳°۴۲′شمالی ۳۲°۴۸′غربی / ۳٫۷°شمالی ۳۲٫۸°غربی     | ۲۰۷ کیلومتر (۱۲۹ مایل) |                 | [ ۱ ]    |
| ۹ اکتبر ۲۲۱۹    | ۱۱:۴۸:۳۵           | ۱۴۷        | حلقه‌ای | ۰٫۹۳۳۸    | ۰۸ دقیقه ۴۶ ثانیه | ۲°۰۰′جنوبی ۳°۰۰′شرقی / ۲٫۰°جنوبی ۳٫۰°شرقی       | ۲۴۸ کیلومتر (۱۵۴ مایل) |                 | [ ۱ ]    |
| ۴ آوریل ۲۲۲۰    | ۰۶:۵۶:۴۲           | ۱۵۲        | کامل   | ۱٫۰۴۵۴    | ۰۳ دقیقه ۲۵ ثانیه | ۴۶°۱۲′جنوبی ۹۹°۰۰′شرقی / ۴۶٫۲°جنوبی ۹۹٫۰°شرقی   | ۲۶۰ کیلومتر (۱۶۰ مایل) |                 | [ ۱ ]    |
| ۲۷ سپتامبر ۲۲۲۰ | ۱۳:۳۵:۰۷           | ۱۵۷        | حلقه‌ای | ۰٫۹۶۰۹    | ۰۳ دقیقه ۳۶ ثانیه | ۴۸°۰۰′شمالی ۲°۴۸′غربی / ۴۸٫۰°شمالی ۲٫۸°غربی     | ۲۳۲ کیلومتر (۱۴۴ مایل) |                 | [ ۱ ]    |
| ۲۳ فوریه ۲۲۲۱   | ۰۶:۵۰:۴۸           | ۱۲۴        | جزئی   | ۰٫۵۶۸۸    | —                 | ۷۱°۳۰′شمالی ۲۴°۱۲′شرقی / ۷۱٫۵°شمالی ۲۴٫۲°شرقی   | —                      |                 | [ ۱ ]    |
| ۱۸ اوت ۲۲۲۱     | ۱۳:۳۰:۳۹           | ۱۲۹        | جزئی   | ۰٫۷۶۷۳    | —                 | ۷۰°۵۴′جنوبی ۶۷°۴۸′غربی / ۷۰٫۹°جنوبی ۶۷٫۸°غربی   | —                      |                 | [ ۱ ]    |
| ۱۶ سپتامبر ۲۲۲۱ | ۲۲:۲۵:۱۵           | ۱۶۷        | جزئی   | ۰٫۱۱۷۰    | —                 | ۷۲°۰۶′شمالی ۵۸°۰۶′غربی / ۷۲٫۱°شمالی ۵۸٫۱°غربی   | —                      |                 | [ ۱ ]    |
| ۱۲ فوریه ۲۲۲۲   | ۰۹:۲۳:۱۸           | ۱۳۴        | حلقه‌ای | ۰٫۹۲۲۰    | ۱۰ دقیقه ۱۴ ثانیه | ۲۰°۰۰′شمالی ۳۶°۴۲′شرقی / ۲۰٫۰°شمالی ۳۶٫۷°شرقی   | ۳۵۵ کیلومتر (۲۲۱ مایل) |                 | [ ۱ ]    |
| ۸ اوت ۲۲۲۲      | ۰۶:۱۷:۰۵           | ۱۳۹        | کامل   | ۱٫۰۷۷۴    | ۰۷ دقیقه ۰۶ ثانیه | ۶°۰۰′جنوبی ۸۴°۵۴′شرقی / ۶٫۰°جنوبی ۸۴٫۹°شرقی     | ۲۷۰ کیلومتر (۱۷۰ مایل) |                 | [ ۱ ]    |
| ۱ فوریه ۲۲۲۳    | ۰۸:۲۹:۴۳           | ۱۴۴        | حلقه‌ای | ۰٫۹۲۶۳    | ۰۹ دقیقه ۲۶ ثانیه | ۲۴°۰۶′جنوبی ۵۹°۱۲′شرقی / ۲۴٫۱°جنوبی ۵۹٫۲°شرقی   | ۲۷۹ کیلومتر (۱۷۳ مایل) |                 | [ ۱ ]    |
| ۲۸ ژوئیه ۲۲۲۳   | ۲۲:۳۸:۰۳           | ۱۴۹        | کامل   | ۱٫۰۴۹۵    | ۰۴ دقیقه ۰۹ ثانیه | ۴۰°۱۲′شمالی ۱۵۱°۴۲′غربی / ۴۰٫۲°شمالی ۱۵۱٫۷°غربی | ۱۷۶ کیلومتر (۱۰۹ مایل) |                 | [ ۱ ]    |
| ۲۱ ژانویه ۲۲۲۴  | ۱۱:۴۸:۵۳           | ۱۵۴        | حلقه‌ای | ۰٫۹۶۲۶    | ۰۲ دقیقه ۴۶ ثانیه | ۷۲°۲۴′جنوبی ۲۵°۱۲′شرقی / ۷۲٫۴°جنوبی ۲۵٫۲°شرقی   | ۲۲۷ کیلومتر (۱۴۱ مایل) |                 | [ ۱ ]    |
| ۱۷ ژوئیه ۲۲۲۴   | ۱۰:۰۳:۵۸           | ۱۵۹        | جزئی   | ۰٫۶۶۷۷    | —                 | ۶۸°۲۴′شمالی ۱۶۰°۳۶′غربی / ۶۸٫۴°شمالی ۱۶۰٫۶°غربی | —                      |                 | [ ۱ ]    |
| ۱۱ دسامبر ۲۲۲۴  | ۱۱:۱۷:۵۱           | ۱۲۶        | جزئی   | ۰٫۴۸۳۴    | —                 | ۶۵°۰۰′شمالی ۳۵°۱۲′شرقی / ۶۵٫۰°شمالی ۳۵٫۲°شرقی   | —                      |                 | [ ۱ ]    |
| ۹ ژانویه ۲۲۲۵   | ۲۲:۲۵:۲۴           | ۱۶۴        | جزئی   | ۰٫۲۱۲۵    | —                 | ۶۷°۴۸′جنوبی ۲۰°۲۴′شرقی / ۶۷٫۸°جنوبی ۲۰٫۴°شرقی   | —                      |                 | [ ۱ ]    |
| ۶ ژوئن ۲۲۲۵     | ۲۳:۲۱:۳۱           | ۱۳۱        | حلقه‌ای | ۰٫۹۳۹۲    | ۰۷ دقیقه ۱۰ ثانیه | ۳۴°۳۶′جنوبی ۱۵۶°۳۰′غربی / ۳۴٫۶°جنوبی ۱۵۶٫۵°غربی | ۴۲۵ کیلومتر (۲۶۴ مایل) |                 | [ ۱ ]    |
| ۱ دسامبر ۲۲۲۵   | ۰۳:۰۸:۳۶           | ۱۳۶        | کامل   | ۱٫۰۳۹۸    | ۰۳ دقیقه ۴۳ ثانیه | ۱۵°۲۴′شمالی ۱۴۱°۲۴′شرقی / ۱۵٫۴°شمالی ۱۴۱٫۴°شرقی | ۱۶۹ کیلومتر (۱۰۵ مایل) |                 | [ ۱ ]    |
| ۲۷ مه ۲۲۲۶      | ۰۰:۴۵:۱۱           | ۱۴۱        | حلقه‌ای | ۰٫۹۶۷۰    | ۰۳ دقیقه ۵۵ ثانیه | ۱۶°۴۸′شمالی ۱۷۱°۳۰′شرقی / ۱۶٫۸°شمالی ۱۷۱٫۵°شرقی | ۱۱۹ کیلومتر (۷۴ مایل)  |                 | [ ۱ ]    |
| ۲۰ نوامبر ۲۲۲۶  | ۱۶:۳۴:۵۶           | ۱۴۶        | مرکب   | ۱٫۰۰۰۵    | ۰۰ دقیقه ۰۳ ثانیه | ۲۳°۴۲′جنوبی ۷۱°۴۲′غربی / ۲۳٫۷°جنوبی ۷۱٫۷°غربی   | ۲ کیلومتر (۱٫۲ مایل)   |                 | [ ۱ ]    |
| ۱۶ مه ۲۲۲۷      | ۰۸:۲۱:۳۲           | ۱۵۱        | کامل   | ۱٫۰۱۳۵    | ۰۰ دقیقه ۵۹ ثانیه | ۵۷°۴۲′شمالی ۳۰°۴۸′شرقی / ۵۷٫۷°شمالی ۳۰٫۸°شرقی   | ۶۳ کیلومتر (۳۹ مایل)   |                 | [ ۱ ]    |
| ۹ نوامبر ۲۲۲۷   | ۲۳:۳۶:۴۲           | ۱۵۶        | حلقه‌ای | ۰٫۹۴۲۹    | ۰۴ دقیقه ۲۴ ثانیه | ۶۳°۱۸′جنوبی ۱۴۰°۴۲′شرقی / ۶۳٫۳°جنوبی ۱۴۰٫۷°شرقی | ۳۶۴ کیلومتر (۲۲۶ مایل) |                 | [ ۱ ]    |
| ۵ آوریل ۲۲۲۸    | ۱۴:۱۵:۳۶           | ۱۲۳        | جزئی   | ۰٫۶۲۷۹    | —                 | ۶۱°۱۸′جنوبی ۴۷°۱۸′شرقی / ۶۱٫۳°جنوبی ۴۷٫۳°شرقی   | —                      |                 | [ ۱ ]    |
| ۴ مه ۲۲۲۸       | ۲۲:۲۸:۴۴           | ۱۶۱        | جزئی   | ۰٫۳۱۷۳    | —                 | ۶۲°۲۴′شمالی ۸۰°۲۴′شرقی / ۶۲٫۴°شمالی ۸۰٫۴°شرقی   | —                      |                 | [ ۱ ]    |
| ۲۹ سپتامبر ۲۲۲۸ | ۰۷:۰۲:۰۸           | ۱۲۸        | جزئی   | ۰٫۲۴۴۵    | —                 | ۶۱°۰۶′شمالی ۱۵۹°۳۶′شرقی / ۶۱٫۱°شمالی ۱۵۹٫۶°شرقی | —                      |                 | [ ۱ ]    |
| ۲۹ اکتبر ۲۲۲۸   | ۰۰:۱۵:۴۳           | ۱۶۶        | جزئی   | ۰٫۰۴۷۷    | —                 | ۶۱°۵۴′جنوبی ۵۷°۴۲′شرقی / ۶۱٫۹°جنوبی ۵۷٫۷°شرقی   | —                      |                 | [ ۱ ]    |
| ۲۶ مارس ۲۲۲۹    | ۰۶:۱۷:۳۵           | ۱۳۳        | کامل   | ۱٫۰۳۷۱    | ۰۳ دقیقه ۰۲ ثانیه | ۲۵°۳۰′جنوبی ۱۰۵°۳۰′شرقی / ۲۵٫۵°جنوبی ۱۰۵٫۵°شرقی | ۱۴۴ کیلومتر (۸۹ مایل)  |                 | [ ۱ ]    |
| ۱۸ سپتامبر ۲۲۲۹ | ۱۰:۳۴:۵۱           | ۱۳۸        | حلقه‌ای | ۰٫۹۸۰۵    | ۰۱ دقیقه ۴۴ ثانیه | ۳۶°۱۲′شمالی ۴۴°۴۸′شرقی / ۳۶٫۲°شمالی ۴۴٫۸°شرقی   | ۸۹ کیلومتر (۵۵ مایل)   |                 | [ ۱ ]    |
| ۱۵ مارس ۲۲۳۰    | ۱۸:۰۰:۲۶           | ۱۴۳        | حلقه‌ای | ۰٫۹۸۳۱    | ۰۱ دقیقه ۴۰ ثانیه | ۷°۵۴′شمالی ۹۱°۱۸′غربی / ۷٫۹°شمالی ۹۱٫۳°غربی     | ۶۱ کیلومتر (۳۸ مایل)   |                 | [ ۱ ]    |
| ۷ سپتامبر ۲۲۳۰  | ۲۱:۳۰:۳۹           | ۱۴۸        | کامل   | ۱٫۰۴۲۴    | ۰۳ دقیقه ۴۴ ثانیه | ۰°۴۲′جنوبی ۱۴۴°۳۰′غربی / ۰٫۷°جنوبی ۱۴۴٫۵°غربی   | ۱۴۳ کیلومتر (۸۹ مایل)  |                 | [ ۱ ]    |
| ۴ مارس ۲۲۳۱     | ۲۲:۲۰:۲۴           | ۱۵۳        | حلقه‌ای | ۰٫۹۲۴۶    | ۰۶ دقیقه ۳۲ ثانیه | ۵۲°۲۴′شمالی ۱۶۳°۰۰′شرقی / ۵۲٫۴°شمالی ۱۶۳٫۰°شرقی | ۸۳۸ کیلومتر (۵۲۱ مایل) |                 | [ ۱ ]    |
| ۲۸ اوت ۲۲۳۱     | ۱۳:۳۵:۳۱           | ۱۵۸        | کامل   | ۱٫۰۶۶۱    | ۰۴ دقیقه ۴۳ ثانیه | ۴۱°۲۴′جنوبی ۵۲°۱۲′غربی / ۴۱٫۴°جنوبی ۵۲٫۲°غربی   | ۴۰۲ کیلومتر (۲۵۰ مایل) |                 | [ ۱ ]    |
| ۲۳ ژانویه ۲۲۳۲  | ۰۳:۲۷:۳۹           | ۱۲۵        | جزئی   | ۰٫۳۰۰۱    | —                 | ۶۳°۱۸′جنوبی ۹۱°۵۴′غربی / ۶۳٫۳°جنوبی ۹۱٫۹°غربی   | —                      |                 | [ ۱ ]    |
| ۱۸ ژوئیه ۲۲۳۲   | ۲۲:۰۴:۵۶           | ۱۳۰        | کامل   | ۱٫۰۲۲۹    | ۰۱ دقیقه ۱۴ ثانیه | ۷۲°۲۴′شمالی ۳۳°۲۴′غربی / ۷۲٫۴°شمالی ۳۳٫۴°غربی   | ۳۴۸ کیلومتر (۲۱۶ مایل) |                 | [ ۱ ]    |
| ۱۱ ژانویه ۲۲۳۳  | ۰۸:۴۹:۱۷           | ۱۳۵        | حلقه‌ای | ۰٫۹۸۱۱    | ۰۱ دقیقه ۲۸ ثانیه | ۶۰°۰۰′جنوبی ۷۰°۲۴′شرقی / ۶۰٫۰°جنوبی ۷۰٫۴°شرقی   | ۸۸ کیلومتر (۵۵ مایل)   |                 | [ ۱ ]    |
| ۸ ژوئیه ۲۲۳۳    | ۰۷:۳۵:۲۴           | ۱۴۰        | حلقه‌ای | ۰٫۹۸۰۹    | ۰۱ دقیقه ۵۹ ثانیه | ۳۵°۰۶′شمالی ۷۳°۰۶′شرقی / ۳۵٫۱°شمالی ۷۳٫۱°شرقی   | ۷۰ کیلومتر (۴۳ مایل)   |                 | [ ۱ ]    |
| ۳۱ دسامبر ۲۲۳۳  | ۲۱:۰۷:۳۷           | ۱۴۵        | کامل   | ۱٫۰۳۴۸    | ۰۳ دقیقه ۱۸ ثانیه | ۱۹°۳۰′جنوبی ۱۳۴°۴۲′غربی / ۱۹٫۵°جنوبی ۱۳۴٫۷°غربی | ۱۱۷ کیلومتر (۷۳ مایل)  |                 | [ ۱ ]    |
| ۲۷ ژوئن ۲۲۳۴    | ۱۰:۰۹:۳۴           | ۱۵۰        | حلقه‌ای | ۰٫۹۴۶۸    | ۰۷ دقیقه ۱۸ ثانیه | ۱۰°۱۸′جنوبی ۲۶°۰۶′شرقی / ۱۰٫۳°جنوبی ۲۶٫۱°شرقی   | ۲۳۵ کیلومتر (۱۴۶ مایل) |                 | [ ۱ ]    |
| ۲۱ دسامبر ۲۲۳۴  | ۱۲:۴۶:۰۲           | ۱۵۵        | کامل   | ۱٫۰۴۰۳    | ۰۳ دقیقه ۴۲ ثانیه | ۲۳°۳۰′شمالی ۱۴°۰۶′غربی / ۲۳٫۵°شمالی ۱۴٫۱°غربی   | ۱۹۷ کیلومتر (۱۲۲ مایل) |                 | [ ۱ ]    |
| ۱۷ مه ۲۲۳۵      | ۲۱:۳۶:۴۱           | ۱۲۲        | جزئی   | ۰٫۱۰۴۴    | —                 | ۶۹°۰۶′شمالی ۶۰°۱۸′شرقی / ۶۹٫۱°شمالی ۶۰٫۳°شرقی   | —                      |                 | [ ۱ ]    |
| ۱۶ ژوئن ۲۲۳۵    | ۱۱:۰۰:۳۶           | ۱۶۰        | جزئی   | ۰٫۴۵۰۲    | —                 | ۶۶°۳۰′جنوبی ۸°۴۸′شرقی / ۶۶٫۵°جنوبی ۸٫۸°شرقی     | —                      |                 | [ ۱ ]    |
| ۱۱ نوامبر ۲۲۳۵  | ۱۴:۱۳:۰۸           | ۱۲۷        | جزئی   | ۰٫۳۶۸۲    | —                 | ۶۹°۵۴′جنوبی ۱۷۶°۳۶′شرقی / ۶۹٫۹°جنوبی ۱۷۶٫۶°شرقی | —                      |                 | [ ۱ ]    |
| ۱۱ دسامبر ۲۲۳۵  | ۰۳:۰۲:۳۴           | ۱۶۵        | جزئی   | ۰٫۱۹۱۳    | —                 | ۶۷°۰۶′شمالی ۱۳۳°۳۶′شرقی / ۶۷٫۱°شمالی ۱۳۳٫۶°شرقی | —                      |                 | [ ۱ ]    |
| ۶ مه ۲۲۳۶       | ۰۷:۱۱:۰۳           | ۱۳۲        | کامل   | ۱٫۰۲۶۹    | ۰۱ دقیقه ۵۹ ثانیه | ۵۸°۴۲′شمالی ۵۸°۵۴′شرقی / ۵۸٫۷°شمالی ۵۸٫۹°شرقی   | ۱۲۶ کیلومتر (۷۸ مایل)  |                 | [ ۱ ]    |
| ۳۰ اکتبر ۲۲۳۶   | ۱۹:۱۵:۱۵           | ۱۳۷        | حلقه‌ای | ۰٫۹۳۶۵    | ۰۵ دقیقه ۵۴ ثانیه | ۵۵°۱۲′جنوبی ۱۲۶°۲۴′غربی / ۵۵٫۲°جنوبی ۱۲۶٫۴°غربی | ۳۲۱ کیلومتر (۱۹۹ مایل) |                 | [ ۱ ]    |
| ۲۵ آوریل ۲۲۳۷   | ۲۲:۲۵:۰۴           | ۱۴۲        | کامل   | ۱٫۰۶۶۸    | ۰۶ دقیقه ۰۵ ثانیه | ۱۰°۰۶′شمالی ۱۵۳°۴۲′غربی / ۱۰٫۱°شمالی ۱۵۳٫۷°غربی | ۲۱۹ کیلومتر (۱۳۶ مایل) |                 | [ ۱ ]    |
| ۱۹ اکتبر ۲۲۳۷   | ۱۹:۰۶:۰۴           | ۱۴۷        | حلقه‌ای | ۰٫۹۳۱۶    | ۰۹ دقیقه ۰۷ ثانیه | ۸°۳۶′جنوبی ۱۰۷°۳۶′غربی / ۸٫۶°جنوبی ۱۰۷٫۶°غربی   | ۲۵۶ کیلومتر (۱۵۹ مایل) |                 | [ ۱ ]    |
| ۱۵ آوریل ۲۲۳۸   | ۱۵:۰۱:۴۵           | ۱۵۲        | کامل   | ۱٫۰۴۷۵    | ۰۳ دقیقه ۴۹ ثانیه | ۳۹°۱۸′جنوبی ۲۷°۱۸′غربی / ۳۹٫۳°جنوبی ۲۷٫۳°غربی   | ۲۵۰ کیلومتر (۱۶۰ مایل) |                 | [ ۱ ]    |
| ۸ اکتبر ۲۲۳۸    | ۲۱:۰۱:۱۸           | ۱۵۷        | حلقه‌ای | ۰٫۹۶۱۸    | ۰۳ دقیقه ۴۷ ثانیه | ۴۰°۰۶′شمالی ۱۱۹°۴۲′غربی / ۴۰٫۱°شمالی ۱۱۹٫۷°غربی | ۲۰۶ کیلومتر (۱۲۸ مایل) |                 | [ ۱ ]    |
| ۶ مارس ۲۲۳۹     | ۱۴:۵۴:۵۸           | ۱۲۴        | جزئی   | ۰٫۵۲۷۸    | —                 | ۷۲°۰۰′شمالی ۱۱۰°۳۶′غربی / ۷۲٫۰°شمالی ۱۱۰٫۶°غربی | —                      |                 | [ ۱ ]    |
| ۲۹ اوت ۲۲۳۹     | ۲۱:۰۵:۱۵           | ۱۲۹        | جزئی   | ۰٫۶۵۲۹    | —                 | ۷۱°۳۰′جنوبی ۱۶۵°۳۰′شرقی / ۷۱٫۵°جنوبی ۱۶۵٫۵°شرقی | —                      |                 | [ ۱ ]    |
| ۲۸ سپتامبر ۲۲۳۹ | ۰۶:۰۹:۰۲           | ۱۶۷        | جزئی   | ۰٫۲۱۶۰    | —                 | ۷۲°۰۶′شمالی ۱۷۲°۰۰′شرقی / ۷۲٫۱°شمالی ۱۷۲٫۰°شرقی | —                      |                 | [ ۱ ]    |
| ۲۳ فوریه ۲۲۴۰   | ۱۷:۱۴:۱۱           | ۱۳۴        | حلقه‌ای | ۰٫۹۲۲۸    | ۰۹ دقیقه ۴۱ ثانیه | ۲۴°۴۲′شمالی ۸۳°۰۰′غربی / ۲۴٫۷°شمالی ۸۳٫۰°غربی   | ۳۵۶ کیلومتر (۲۲۱ مایل) |                 | [ ۱ ]    |
| ۱۸ اوت ۲۲۴۰     | ۱۳:۵۲:۲۵           | ۱۳۹        | کامل   | ۱٫۰۷۴۶    | ۰۶ دقیقه ۴۰ ثانیه | ۱۳°۱۸′جنوبی ۳۱°۱۸′غربی / ۱۳٫۳°جنوبی ۳۱٫۳°غربی   | ۲۷۰ کیلومتر (۱۷۰ مایل) |                 | [ ۱ ]    |
| ۱۱ فوریه ۲۲۴۱   | ۱۶:۲۸:۳۹           | ۱۴۴        | حلقه‌ای | ۰٫۹۲۹۲    | ۰۹ دقیقه ۰۴ ثانیه | ۱۹°۵۴′جنوبی ۶۰°۰۰′غربی / ۱۹٫۹°جنوبی ۶۰٫۰°غربی   | ۲۶۷ کیلومتر (۱۶۶ مایل) |                 | [ ۱ ]    |
| ۸ اوت ۲۲۴۱      | ۰۵:۵۹:۲۱           | ۱۴۹        | کامل   | ۱٫۰۴۵۷    | ۰۴ دقیقه ۰۲ ثانیه | ۳۲°۵۴′شمالی ۹۸°۰۰′شرقی / ۳۲٫۹°شمالی ۹۸٫۰°شرقی   | ۱۵۹ کیلومتر (۹۹ مایل)  |                 | [ ۱ ]    |
| ۳۱ ژانویه ۲۲۴۲  | ۲۰:۱۲:۵۸           | ۱۵۴        | حلقه‌ای | ۰٫۹۶۶۵    | ۰۲ دقیقه ۳۱ ثانیه | ۶۷°۵۴′جنوبی ۹۵°۴۸′غربی / ۶۷٫۹°جنوبی ۹۵٫۸°غربی   | ۱۹۷ کیلومتر (۱۲۲ مایل) |                 | [ ۱ ]    |
| ۲۸ ژوئیه ۲۲۴۲   | ۱۶:۵۷:۱۲           | ۱۵۹        | جزئی   | ۰٫۸۰۰۴    | —                 | ۶۹°۱۸′شمالی ۸۴°۴۸′شرقی / ۶۹٫۳°شمالی ۸۴٫۸°شرقی   | —                      |                 | [ ۱ ]    |
| ۲۲ دسامبر ۲۲۴۲  | ۲۰:۰۶:۴۰           | ۱۲۶        | جزئی   | ۰٫۴۷۵۰    | —                 | ۶۶°۰۰′شمالی ۱۰۶°۵۴′غربی / ۶۶٫۰°شمالی ۱۰۶٫۹°غربی | —                      |                 | [ ۱ ]    |
| ۲۱ ژانویه ۲۲۴۳  | ۰۷:۱۱:۴۵           | ۱۶۴        | جزئی   | ۰٫۲۲۳۸    | —                 | ۶۸°۵۴′جنوبی ۱۲۲°۳۰′غربی / ۶۸٫۹°جنوبی ۱۲۲٫۵°غربی | —                      |                 | [ ۱ ]    |
| ۱۸ ژوئن ۲۲۴۳    | ۰۵:۴۹:۵۶           | ۱۳۱        | حلقه‌ای | ۰٫۹۳۸۰    | ۰۶ دقیقه ۴۱ ثانیه | ۴۵°۳۶′جنوبی ۱۰۴°۴۲′شرقی / ۴۵٫۶°جنوبی ۱۰۴٫۷°شرقی | ۶۵۲ کیلومتر (۴۰۵ مایل) |                 | [ ۱ ]    |
| ۱۲ دسامبر ۲۲۴۳  | ۱۱:۵۲:۱۴           | ۱۳۶        | کامل   | ۱٫۰۳۶۵    | ۰۳ دقیقه ۳۰ ثانیه | ۱۵°۳۰′شمالی ۹°۰۰′شرقی / ۱۵٫۵°شمالی ۹٫۰°شرقی     | ۱۵۷ کیلومتر (۹۸ مایل)  |                 | [ ۱ ]    |
| ۶ ژوئن ۲۲۴۴     | ۰۷:۳۳:۱۲           | ۱۴۱        | حلقه‌ای | ۰٫۹۷۱۲    | ۰۳ دقیقه ۳۱ ثانیه | ۱۳°۴۸′شمالی ۷۰°۴۲′شرقی / ۱۳٫۸°شمالی ۷۰٫۷°شرقی   | ۱۰۵ کیلومتر (۶۵ مایل)  |                 | [ ۱ ]    |
| ۱ دسامبر ۲۲۴۴   | ۰۰:۵۸:۱۷           | ۱۴۶        | حلقه‌ای | ۰٫۹۹۵۵    | ۰۰ دقیقه ۲۷ ثانیه | ۲۵°۰۶′جنوبی ۱۶۴°۰۰′شرقی / ۲۵٫۱°جنوبی ۱۶۴٫۰°شرقی | ۱۶ کیلومتر (۹٫۹ مایل)  |                 | [ ۱ ]    |
| ۲۶ مه ۲۲۴۵      | ۱۵:۴۲:۰۴           | ۱۵۱        | کامل   | ۱٫۰۲۰۱    | ۰۱ دقیقه ۳۰ ثانیه | ۵۶°۴۲′شمالی ۷۱°۲۴′غربی / ۵۶٫۷°شمالی ۷۱٫۴°غربی   | ۸۶ کیلومتر (۵۳ مایل)   |                 | [ ۱ ]    |
| ۲۰ نوامبر ۲۲۴۵  | ۰۷:۲۹:۳۶           | ۱۵۶        | حلقه‌ای | ۰٫۹۳۸۷    | ۰۴ دقیقه ۴۵ ثانیه | ۶۶°۱۸′جنوبی ۲۷°۰۶′شرقی / ۶۶٫۳°جنوبی ۲۷٫۱°شرقی   | ۳۷۴ کیلومتر (۲۳۲ مایل) |                 | [ ۱ ]    |
| ۱۶ آوریل ۲۲۴۶   | ۲۲:۲۳:۲۴           | ۱۲۳        | جزئی   | ۰٫۵۴۹۸    | —                 | ۶۱°۳۶′جنوبی ۸۳°۱۲′غربی / ۶۱٫۶°جنوبی ۸۳٫۲°غربی   | —                      |                 | [ ۱ ]    |
| ۱۶ مه ۲۲۴۶      | ۰۶:۱۴:۱۰           | ۱۶۱        | جزئی   | ۰٫۴۲۸۴    | —                 | ۶۳°۰۶′شمالی ۴۴°۵۴′غربی / ۶۳٫۱°شمالی ۴۴٫۹°غربی   | —                      |                 | [ ۱ ]    |
| ۱۰ اکتبر ۲۲۴۶   | ۱۴:۱۳:۱۸           | ۱۲۸        | جزئی   | ۰٫۱۶۱۵    | —                 | ۶۱°۱۸′شمالی ۴۳°۲۴′شرقی / ۶۱٫۳°شمالی ۴۳٫۴°شرقی   | —                      |                 | [ ۱ ]    |
| ۹ نوامبر ۲۲۴۶   | ۰۷:۴۷:۰۳           | ۱۶۶        | جزئی   | ۰٫۱۰۳۶    | —                 | ۶۲°۳۰′جنوبی ۶۳°۴۸′غربی / ۶۲٫۵°جنوبی ۶۳٫۸°غربی   | —                      |                 | [ ۱ ]    |
| ۶ آوریل ۲۲۴۷    | ۱۴:۲۶:۵۱           | ۱۳۳        | کامل   | ۱٫۰۳۷۲    | ۰۳ دقیقه ۰۷ ثانیه | ۲۳°۴۸′جنوبی ۱۶°۵۴′غربی / ۲۳٫۸°جنوبی ۱۶٫۹°غربی   | ۱۴۹ کیلومتر (۹۳ مایل)  |                 | [ ۱ ]    |
| ۲۹ سپتامبر ۲۲۴۷ | ۱۸:۰۱:۰۵           | ۱۳۸        | حلقه‌ای | ۰٫۹۸۰۱    | ۰۱ دقیقه ۴۷ ثانیه | ۳۵°۳۶′شمالی ۶۵°۵۴′غربی / ۳۵٫۶°شمالی ۶۵٫۹°غربی   | ۹۶ کیلومتر (۶۰ مایل)   |                 | [ ۱ ]    |
| ۲۶ مارس ۲۲۴۸    | ۰۱:۵۶:۰۱           | ۱۴۳        | حلقه‌ای | ۰٫۹۸۲۹    | ۰۱ دقیقه ۴۱ ثانیه | ۱۰°۳۶′شمالی ۱۵۰°۰۶′شرقی / ۱۰٫۶°شمالی ۱۵۰٫۱°شرقی | ۶۱ کیلومتر (۳۸ مایل)   |                 | [ ۱ ]    |
| ۱۸ سپتامبر ۲۲۴۸ | ۰۵:۱۳:۰۷           | ۱۴۸        | کامل   | ۱٫۰۴۲۶    | ۰۳ دقیقه ۴۲ ثانیه | ۲°۰۰′جنوبی ۱۰۰°۳۶′شرقی / ۲٫۰°جنوبی ۱۰۰٫۶°شرقی   | ۱۴۳ کیلومتر (۸۹ مایل)  |                 | [ ۱ ]    |
| ۱۵ مارس ۲۲۴۹    | ۰۶:۰۰:۴۵           | ۱۵۳        | حلقه‌ای | ۰٫۹۲۶۶    | ۰۶ دقیقه ۱۸ ثانیه | ۵۲°۰۰′شمالی ۴۸°۲۴′شرقی / ۵۲٫۰°شمالی ۴۸٫۴°شرقی   | ۶۶۶ کیلومتر (۴۱۴ مایل) |                 | [ ۱ ]    |
| ۷ سپتامبر ۲۲۴۹  | ۲۱:۲۱:۲۹           | ۱۵۸        | کامل   | ۱٫۰۶۵۶    | ۰۴ دقیقه ۴۲ ثانیه | ۳۹°۲۴′جنوبی ۱۶۷°۲۴′غربی / ۳۹٫۴°جنوبی ۱۶۷٫۴°غربی | ۳۴۳ کیلومتر (۲۱۳ مایل) |                 | [ ۱ ]    |
| ۲ فوریه ۲۲۵۰    | ۱۱:۳۴:۰۶           | ۱۲۵        | جزئی   | ۰٫۲۸۶۴    | —                 | ۶۲°۳۰′جنوبی ۱۳۷°۳۶′شرقی / ۶۲٫۵°جنوبی ۱۳۷٫۶°شرقی | —                      |                 | [ ۱ ]    |
| ۳۰ ژوئیه ۲۲۵۰   | ۰۵:۱۸:۲۵           | ۱۳۰        | جزئی   | ۰٫۹۱۱۴    | —                 | ۶۲°۵۴′شمالی ۱۲۴°۴۲′غربی / ۶۲٫۹°شمالی ۱۲۴٫۷°غربی | —                      |                 | [ ۱ ]    |
| ۲۸ اوت ۲۲۵۰     | ۱۳:۵۱:۱۸           | ۱۶۸        | جزئی   | ۰٫۰۱۲۰    | —                 | ۶۱°۴۲′جنوبی ۹۶°۳۶′غربی / ۶۱٫۷°جنوبی ۹۶٫۶°غربی   | —                      |                 | [ ۱ ]    |
| ۲۲ ژانویه ۲۲۵۱  | ۱۷:۲۱:۴۱           | ۱۳۵        | حلقه‌ای | ۰٫۹۸۴۴    | ۰۱ دقیقه ۱۲ ثانیه | ۵۶°۵۴′جنوبی ۵۳°۱۲′غربی / ۵۶٫۹°جنوبی ۵۳٫۲°غربی   | ۷۲ کیلومتر (۴۵ مایل)   |                 | [ ۱ ]    |
| ۱۹ ژوئیه ۲۲۵۱   | ۱۴:۱۸:۴۶           | ۱۴۰        | حلقه‌ای | ۰٫۹۷۷۳    | ۰۲ دقیقه ۱۶ ثانیه | ۳۸°۰۰′شمالی ۲۴°۱۲′غربی / ۳۸٫۰°شمالی ۲۴٫۲°غربی   | ۸۵ کیلومتر (۵۳ مایل)   |                 | [ ۱ ]    |
| ۱۲ ژانویه ۲۲۵۲  | ۰۵:۵۷:۰۵           | ۱۴۵        | کامل   | ۱٫۰۳۶۵    | ۰۳ دقیقه ۲۳ ثانیه | ۱۸°۳۰′جنوبی ۹۴°۰۰′شرقی / ۱۸٫۵°جنوبی ۹۴٫۰°شرقی   | ۱۲۳ کیلومتر (۷۶ مایل)  |                 | [ ۱ ]    |
| ۷ ژوئیه ۲۲۵۲    | ۱۶:۳۴:۱۲           | ۱۵۰        | حلقه‌ای | ۰٫۹۴۷۳    | ۰۷ دقیقه ۱۰ ثانیه | ۴°۵۴′جنوبی ۷۰°۳۶′غربی / ۴٫۹°جنوبی ۷۰٫۶°غربی     | ۲۱۸ کیلومتر (۱۳۵ مایل) |                 | [ ۱ ]    |
| ۳۱ دسامبر ۲۲۵۲  | ۲۱:۳۷:۰۶           | ۱۵۵        | کامل   | ۱٫۰۳۸۹    | ۰۳ دقیقه ۳۴ ثانیه | ۲۳°۰۶′شمالی ۱۴۹°۰۶′غربی / ۲۳٫۱°شمالی ۱۴۹٫۱°غربی | ۱۸۹ کیلومتر (۱۱۷ مایل) |                 | [ ۱ ]    |
| ۲۶ ژوئن ۲۲۵۳    | ۱۷:۳۶:۱۱           | ۱۶۰        | جزئی   | ۰٫۵۹۸۱    | —                 | ۶۵°۳۰′جنوبی ۱۰۰°۰۶′غربی / ۶۵٫۵°جنوبی ۱۰۰٫۱°غربی | —                      |                 | [ ۱ ]    |
| ۲۱ نوامبر ۲۲۵۳  | ۲۲:۲۴:۳۸           | ۱۲۷        | جزئی   | ۰٫۳۲۹۷    | —                 | ۶۸°۵۴′جنوبی ۴۱°۵۴′شرقی / ۶۸٫۹°جنوبی ۴۱٫۹°شرقی   | —                      |                 | [ ۱ ]    |
| ۲۱ دسامبر ۲۲۵۳  | ۱۱:۳۹:۳۹           | ۱۶۵        | جزئی   | ۰٫۱۹۷۲    | —                 | ۶۶°۰۶′شمالی ۶°۰۰′غربی / ۶۶٫۱°شمالی ۶٫۰°غربی     | —                      |                 | [ ۱ ]    |
| ۱۷ مه ۲۲۵۴      | ۱۴:۴۳:۳۹           | ۱۳۲        | کامل   | ۱٫۰۳۱۵    | ۰۲ دقیقه ۰۹ ثانیه | ۶۶°۴۲′شمالی ۵۴°۰۶′غربی / ۶۶٫۷°شمالی ۵۴٫۱°غربی   | ۱۶۰ کیلومتر (۹۹ مایل)  |                 | [ ۱ ]    |
| ۱۱ نوامبر ۲۲۵۴  | ۰۲:۵۵:۱۶           | ۱۳۷        | حلقه‌ای | ۰٫۹۳۱۷    | ۰۶ دقیقه ۰۵ ثانیه | ۶۱°۲۴′جنوبی ۱۱۹°۱۸′شرقی / ۶۱٫۴°جنوبی ۱۱۹٫۳°شرقی | ۳۶۳ کیلومتر (۲۲۶ مایل) |                 | [ ۱ ]    |
| ۷ مه ۲۲۵۵       | ۰۶:۱۸:۰۶           | ۱۴۲        | کامل   | ۱٫۰۷۰۶    | ۰۶ دقیقه ۲۲ ثانیه | ۱۶°۲۴′شمالی ۸۷°۱۲′شرقی / ۱۶٫۴°شمالی ۸۷٫۲°شرقی   | ۲۳۰ کیلومتر (۱۴۰ مایل) |                 | [ ۱ ]    |
| ۳۱ اکتبر ۲۲۵۵   | ۰۲:۳۲:۰۴           | ۱۴۷        | حلقه‌ای | ۰٫۹۲۹۵    | ۰۹ دقیقه ۲۴ ثانیه | ۱۴°۳۰′جنوبی ۱۴۰°۱۲′شرقی / ۱۴٫۵°جنوبی ۱۴۰٫۲°شرقی | ۲۶۴ کیلومتر (۱۶۴ مایل) |                 | [ ۱ ]    |
| ۲۵ آوریل ۲۲۵۶   | ۲۲:۵۸:۳۵           | ۱۵۲        | کامل   | ۱٫۰۴۹۵    | ۰۴ دقیقه ۱۴ ثانیه | ۳۲°۱۸′جنوبی ۱۵۰°۵۴′غربی / ۳۲٫۳°جنوبی ۱۵۰٫۹°غربی | ۲۴۰ کیلومتر (۱۵۰ مایل) |                 | [ ۱ ]    |
| ۱۹ اکتبر ۲۲۵۶   | ۰۴:۳۷:۳۱           | ۱۵۷        | حلقه‌ای | ۰٫۹۶۲۴    | ۰۳ دقیقه ۵۹ ثانیه | ۳۳°۰۶′شمالی ۱۲۲°۱۸′شرقی / ۳۳٫۱°شمالی ۱۲۲٫۳°شرقی | ۱۹۰ کیلومتر (۱۲۰ مایل) |                 | [ ۱ ]    |
| ۱۶ مارس ۲۲۵۷    | ۲۲:۵۱:۲۹           | ۱۲۴        | جزئی   | ۰٫۴۷۷۰    | —                 | ۷۲°۱۲′شمالی ۱۱۶°۱۲′شرقی / ۷۲٫۲°شمالی ۱۱۶٫۲°شرقی | —                      |                 | [ ۱ ]    |
| ۱۵ آوریل ۲۲۵۷   | ۱۲:۰۵:۱۵           | ۱۶۲        | جزئی   | ۰٫۰۶۳۳    | —                 | ۷۱°۱۸′جنوبی ۶۰°۰۶′شرقی / ۷۱٫۳°جنوبی ۶۰٫۱°شرقی   | —                      |                 | [ ۱ ]    |
| ۹ سپتامبر ۲۲۵۷  | ۰۴:۴۶:۴۴           | ۱۲۹        | جزئی   | ۰٫۵۴۸۰    | —                 | ۷۱°۵۴′جنوبی ۳۶°۳۶′شرقی / ۷۱٫۹°جنوبی ۳۶٫۶°شرقی   | —                      |                 | [ ۱ ]    |
| ۸ اکتبر ۲۲۵۷    | ۱۴:۰۱:۳۲           | ۱۶۷        | جزئی   | ۰٫۳۰۳۴    | —                 | ۷۱°۵۴′شمالی ۴۰°۰۰′شرقی / ۷۱٫۹°شمالی ۴۰٫۰°شرقی   | —                      |                 | [ ۱ ]    |
| ۶ مارس ۲۲۵۸     | ۰۰:۵۸:۲۳           | ۱۳۴        | حلقه‌ای | ۰٫۹۲۳۹    | ۰۹ دقیقه ۰۴ ثانیه | ۳۰°۱۲′شمالی ۱۵۸°۴۸′شرقی / ۳۰٫۲°شمالی ۱۵۸٫۸°شرقی | ۳۵۹ کیلومتر (۲۲۳ مایل) |                 | [ ۱ ]    |
| ۲۹ اوت ۲۲۵۸     | ۲۱:۳۳:۰۵           | ۱۳۹        | کامل   | ۱٫۰۷۱۲    | ۰۶ دقیقه ۰۹ ثانیه | ۲۰°۵۴′جنوبی ۱۴۹°۱۲′غربی / ۲۰٫۹°جنوبی ۱۴۹٫۲°غربی | ۲۶۹ کیلومتر (۱۶۷ مایل) |                 | [ ۱ ]    |
| ۲۳ فوریه ۲۲۵۹   | ۰۰:۲۳:۴۱           | ۱۴۴        | حلقه‌ای | ۰٫۹۳۲۶    | ۰۸ دقیقه ۳۶ ثانیه | ۱۵°۰۰′جنوبی ۱۷۸°۴۸′غربی / ۱۵٫۰°جنوبی ۱۷۸٫۸°غربی | ۲۵۳ کیلومتر (۱۵۷ مایل) |                 | [ ۱ ]    |
| ۱۹ اوت ۲۲۵۹     | ۱۳:۲۲:۱۷           | ۱۴۹        | کامل   | ۱٫۰۴۱۲    | ۰۳ دقیقه ۴۹ ثانیه | ۲۵°۱۸′شمالی ۱۳°۳۶′غربی / ۲۵٫۳°شمالی ۱۳٫۶°غربی   | ۱۴۱ کیلومتر (۸۸ مایل)  |                 | [ ۱ ]    |
| ۱۲ فوریه ۲۲۶۰   | ۰۴:۳۴:۲۴           | ۱۵۴        | حلقه‌ای | ۰٫۹۷۱۱    | ۰۲ دقیقه ۱۵ ثانیه | ۶۲°۴۲′جنوبی ۱۴۰°۱۲′شرقی / ۶۲٫۷°جنوبی ۱۴۰٫۲°شرقی | ۱۶۵ کیلومتر (۱۰۳ مایل) |                 | [ ۱ ]    |
| ۷ اوت ۲۲۶۰      | ۲۳:۵۱:۱۳           | ۱۵۹        | جزئی   | ۰٫۹۲۹۳    | —                 | ۷۰°۱۲′شمالی ۳۰°۴۲′غربی / ۷۰٫۲°شمالی ۳۰٫۷°غربی   | —                      |                 | [ ۱ ]    |
| ۲ ژانویه ۲۲۶۱   | ۰۴:۵۶:۵۴           | ۱۲۶        | جزئی   | ۰٫۴۶۷۹    | —                 | ۶۷°۰۶′شمالی ۱۱۰°۱۲′شرقی / ۶۷٫۱°شمالی ۱۱۰٫۲°شرقی | —                      |                 | [ ۱ ]    |
| ۳۱ ژانویه ۲۲۶۱  | ۱۵:۵۵:۰۰           | ۱۶۴        | جزئی   | ۰٫۲۳۹۷    | —                 | ۶۹°۵۴′جنوبی ۹۴°۴۸′شرقی / ۶۹٫۹°جنوبی ۹۴٫۸°شرقی   | —                      |                 | [ ۱ ]    |
| ۲۸ ژوئن ۲۲۶۱    | ۱۲:۱۶:۲۸           | ۱۳۱        | جزئی   | ۰٫۹۲۸۲    | —                 | ۶۶°۳۶′جنوبی ۶°۰۰′شرقی / ۶۶٫۶°جنوبی ۶٫۰°شرقی     | —                      |                 | [ ۱ ]    |
| ۲۲ دسامبر ۲۲۶۱  | ۲۰:۳۸:۵۰           | ۱۳۶        | کامل   | ۱٫۰۳۳۷    | ۰۳ دقیقه ۱۷ ثانیه | ۱۶°۰۶′شمالی ۱۲۴°۱۲′غربی / ۱۶٫۱°شمالی ۱۲۴٫۲°غربی | ۱۴۷ کیلومتر (۹۱ مایل)  |                 | [ ۱ ]    |
| ۱۷ ژوئن ۲۲۶۲    | ۱۴:۱۹:۱۵           | ۱۴۱        | حلقه‌ای | ۰٫۹۷۵۰    | ۰۳ دقیقه ۰۸ ثانیه | ۹°۴۸′شمالی ۳۰°۱۲′غربی / ۹٫۸°شمالی ۳۰٫۲°غربی     | ۹۲ کیلومتر (۵۷ مایل)   |                 | [ ۱ ]    |
| ۱۲ دسامبر ۲۲۶۲  | ۰۹:۲۵:۰۲           | ۱۴۶        | حلقه‌ای | ۰٫۹۹۱۰    | ۰۰ دقیقه ۵۶ ثانیه | ۲۵°۴۸′جنوبی ۳۹°۰۰′شرقی / ۲۵٫۸°جنوبی ۳۹٫۰°شرقی   | ۳۲ کیلومتر (۲۰ مایل)   |                 | [ ۱ ]    |
| ۶ ژوئن ۲۲۶۳     | ۲۲:۵۸:۵۷           | ۱۵۱        | کامل   | ۱٫۰۲۶۱    | ۰۲ دقیقه ۰۱ ثانیه | ۵۴°۲۴′شمالی ۱۷۳°۰۶′غربی / ۵۴٫۴°شمالی ۱۷۳٫۱°غربی | ۱۰۵ کیلومتر (۶۵ مایل)  |                 | [ ۱ ]    |
| ۱ دسامبر ۲۲۶۳   | ۱۵:۲۸:۴۵           | ۱۵۶        | حلقه‌ای | ۰٫۹۳۴۹    | ۰۵ دقیقه ۰۶ ثانیه | ۶۹°۱۲′جنوبی ۸۵°۴۸′غربی / ۶۹٫۲°جنوبی ۸۵٫۸°غربی   | ۳۸۸ کیلومتر (۲۴۱ مایل) |                 | [ ۱ ]    |
| ۲۷ آوریل ۲۲۶۴   | ۰۶:۲۱:۴۱           | ۱۲۳        | جزئی   | ۰٫۴۵۶۴    | —                 | ۶۲°۰۶′جنوبی ۱۴۸°۳۰′شرقی / ۶۲٫۱°جنوبی ۱۴۸٫۵°شرقی | —                      |                 | [ ۱ ]    |
| ۲۶ مه ۲۲۶۴      | ۱۳:۵۲:۰۷           | ۱۶۱        | جزئی   | ۰٫۵۵۲۶    | —                 | ۶۳°۵۴′شمالی ۱۶۸°۳۰′غربی / ۶۳٫۹°شمالی ۱۶۸٫۵°غربی | —                      |                 | [ ۱ ]    |
| ۲۰ اکتبر ۲۲۶۴   | ۲۱:۳۵:۲۳           | ۱۲۸        | جزئی   | ۰٫۰۹۳۳    | —                 | ۶۱°۳۶′شمالی ۷۵°۴۲′غربی / ۶۱٫۶°شمالی ۷۵٫۷°غربی   | —                      |                 | [ ۱ ]    |
| ۱۹ نوامبر ۲۲۶۴  | ۱۵:۲۸:۱۳           | ۱۶۶        | جزئی   | ۰٫۱۴۶۴    | —                 | ۶۳°۱۲′جنوبی ۱۷۲°۰۰′شرقی / ۶۳٫۲°جنوبی ۱۷۲٫۰°شرقی | —                      |                 | [ ۱ ]    |
| ۱۶ آوریل ۲۲۶۵   | ۲۲:۲۶:۱۹           | ۱۳۳        | کامل   | ۱٫۰۳۷۱    | ۰۳ دقیقه ۱۱ ثانیه | ۲۳°۰۶′جنوبی ۱۳۶°۴۸′غربی / ۲۳٫۱°جنوبی ۱۳۶٫۸°غربی | ۱۵۴ کیلومتر (۹۶ مایل)  |                 | [ ۱ ]    |
| ۱۰ اکتبر ۲۲۶۵   | ۰۱:۳۷:۳۴           | ۱۳۸        | حلقه‌ای | ۰٫۹۷۹۶    | ۰۱ دقیقه ۵۱ ثانیه | ۳۵°۰۶′شمالی ۱۷۹°۴۸′غربی / ۳۵٫۱°شمالی ۱۷۹٫۸°غربی | ۱۰۵ کیلومتر (۶۵ مایل)  |                 | [ ۱ ]    |
| ۶ آوریل ۲۲۶۶    | ۰۹:۴۲:۳۷           | ۱۴۳        | حلقه‌ای | ۰٫۹۸۲۹    | ۰۱ دقیقه ۴۲ ثانیه | ۱۲°۵۴′شمالی ۳۴°۰۰′شرقی / ۱۲٫۹°شمالی ۳۴٫۰°شرقی   | ۶۱ کیلومتر (۳۸ مایل)   |                 | [ ۱ ]    |
| ۲۹ سپتامبر ۲۲۶۶ | ۱۳:۰۳:۵۷           | ۱۴۸        | کامل   | ۱٫۰۴۲۵    | ۰۳ دقیقه ۴۰ ثانیه | ۳°۴۲′جنوبی ۱۶°۲۴′غربی / ۳٫۷°جنوبی ۱۶٫۴°غربی     | ۱۴۲ کیلومتر (۸۸ مایل)  |                 | [ ۱ ]    |
| ۲۶ مارس ۲۲۶۷    | ۱۳:۳۳:۴۵           | ۱۵۳        | حلقه‌ای | ۰٫۹۲۸۹    | ۰۶ دقیقه ۰۳ ثانیه | ۵۲°۱۸′شمالی ۶۳°۴۲′غربی / ۵۲٫۳°شمالی ۶۳٫۷°غربی   | ۵۴۹ کیلومتر (۳۴۱ مایل) |                 | [ ۱ ]    |
| ۱۹ سپتامبر ۲۲۶۷ | ۰۵:۱۲:۱۴           | ۱۵۸        | کامل   | ۱٫۰۶۴۲    | ۰۴ دقیقه ۳۴ ثانیه | ۳۸°۴۸′جنوبی ۷۵°۵۴′شرقی / ۳۸٫۸°جنوبی ۷۵٫۹°شرقی   | ۳۰۴ کیلومتر (۱۸۹ مایل) |                 | [ ۱ ]    |
| ۱۳ فوریه ۲۲۶۸   | ۱۹:۳۹:۳۲           | ۱۲۵        | جزئی   | ۰٫۲۷۰۳    | —                 | ۶۱°۵۴′جنوبی ۷°۳۰′شرقی / ۶۱٫۹°جنوبی ۷٫۵°شرقی     | —                      |                 | [ ۱ ]    |
| ۹ اوت ۲۲۶۸      | ۱۲:۳۲:۰۵           | ۱۳۰        | جزئی   | ۰٫۷۶۸۴    | —                 | ۶۲°۱۲′شمالی ۱۱۸°۰۰′شرقی / ۶۲٫۲°شمالی ۱۱۸٫۰°شرقی | —                      |                 | [ ۱ ]    |
| ۷ سپتامبر ۲۲۶۸  | ۲۱:۲۷:۵۳           | ۱۶۸        | جزئی   | ۰٫۱۱۹۴    | —                 | ۶۱°۲۴′جنوبی ۱۴۰°۳۶′شرقی / ۶۱٫۴°جنوبی ۱۴۰٫۶°شرقی | —                      |                 | [ ۱ ]    |
| ۲ فوریه ۲۲۶۹    | ۰۱:۵۳:۰۶           | ۱۳۵        | حلقه‌ای | ۰٫۹۸۸۳    | ۰۰ دقیقه ۵۴ ثانیه | ۵۳°۱۲′جنوبی ۱۷۸°۱۲′غربی / ۵۳٫۲°جنوبی ۱۷۸٫۲°غربی | ۵۴ کیلومتر (۳۴ مایل)   |                 | [ ۱ ]    |
| ۲۹ ژوئیه ۲۲۶۹   | ۲۱:۰۳:۰۴           | ۱۴۰        | حلقه‌ای | ۰٫۹۷۳۲    | ۰۲ دقیقه ۳۵ ثانیه | ۳۹°۵۴′شمالی ۱۲۱°۱۸′غربی / ۳۹٫۹°شمالی ۱۲۱٫۳°غربی | ۱۰۴ کیلومتر (۶۵ مایل)  |                 | [ ۱ ]    |
| ۲۲ ژانویه ۲۲۷۰  | ۱۴:۴۶:۲۹           | ۱۴۵        | کامل   | ۱٫۰۳۸۵    | ۰۳ دقیقه ۲۹ ثانیه | ۱۶°۴۲′جنوبی ۳۷°۱۸′غربی / ۱۶٫۷°جنوبی ۳۷٫۳°غربی   | ۱۳۰ کیلومتر (۸۱ مایل)  |                 | [ ۱ ]    |
| ۱۸ ژوئیه ۲۲۷۰   | ۲۲:۵۹:۵۴           | ۱۵۰        | حلقه‌ای | ۰٫۹۴۷۴    | ۰۶ دقیقه ۵۷ ثانیه | ۰°۴۲′جنوبی ۱۶۶°۵۴′غربی / ۰٫۷°جنوبی ۱۶۶٫۹°غربی   | ۲۰۸ کیلومتر (۱۲۹ مایل) |                 | [ ۱ ]    |
| ۱۲ ژانویه ۲۲۷۱  | ۰۶:۲۸:۰۸           | ۱۵۵        | کامل   | ۱٫۰۳۷۹    | ۰۳ دقیقه ۲۵ ثانیه | ۲۳°۱۸′شمالی ۷۶°۰۰′شرقی / ۲۳٫۳°شمالی ۷۶٫۰°شرقی   | ۱۸۲ کیلومتر (۱۱۳ مایل) |                 | [ ۱ ]    |
| ۸ ژوئیه ۲۲۷۱    | ۰۰:۱۳:۰۲           | ۱۶۰        | جزئی   | ۰٫۷۴۷۴    | —                 | ۶۴°۳۰′جنوبی ۱۵۱°۰۶′شرقی / ۶۴٫۵°جنوبی ۱۵۱٫۱°شرقی | —                      |                 | [ ۱ ]    |
| ۳ دسامبر ۲۲۷۱   | ۰۶:۴۰:۴۷           | ۱۲۷        | جزئی   | ۰٫۲۹۹۶    | —                 | ۶۷°۴۸′جنوبی ۹۳°۲۴′غربی / ۶۷٫۸°جنوبی ۹۳٫۴°غربی   | —                      |                 | [ ۱ ]    |
| ۱ ژانویه ۲۲۷۲   | ۲۰:۱۷:۵۱           | ۱۶۵        | جزئی   | ۰٫۲۰۰۰    | —                 | ۶۵°۰۶′شمالی ۱۴۵°۲۴′غربی / ۶۵٫۱°شمالی ۱۴۵٫۴°غربی | —                      |                 | [ ۱ ]    |
| ۲۷ مه ۲۲۷۲      | ۲۲:۱۱:۱۲           | ۱۳۲        | کامل   | ۱٫۰۳۵۳    | ۰۲ دقیقه ۱۴ ثانیه | ۷۵°۰۰′شمالی ۱۶۳°۱۲′غربی / ۷۵٫۰°شمالی ۱۶۳٫۲°غربی | ۲۰۲ کیلومتر (۱۲۶ مایل) |                 | [ ۱ ]    |
| ۲۱ نوامبر ۲۲۷۲  | ۱۰:۴۲:۵۲           | ۱۳۷        | حلقه‌ای | ۰٫۹۲۷۵    | ۰۶ دقیقه ۱۵ ثانیه | ۶۶°۴۸′جنوبی ۵°۵۴′شرقی / ۶۶٫۸°جنوبی ۵٫۹°شرقی     | ۴۰۲ کیلومتر (۲۵۰ مایل) |                 | [ ۱ ]    |
| ۱۷ مه ۲۲۷۳      | ۱۴:۰۴:۳۱           | ۱۴۲        | کامل   | ۱٫۰۷۳۸    | ۰۶ دقیقه ۳۱ ثانیه | ۲۲°۳۰′شمالی ۲۹°۴۲′غربی / ۲۲٫۵°شمالی ۲۹٫۷°غربی   | ۲۴۰ کیلومتر (۱۵۰ مایل) |                 | [ ۱ ]    |
| ۱۰ نوامبر ۲۲۷۳  | ۱۰:۰۷:۱۷           | ۱۴۷        | حلقه‌ای | ۰٫۹۲۷۸    | ۰۹ دقیقه ۳۴ ثانیه | ۱۹°۳۶′جنوبی ۲۶°۱۸′شرقی / ۱۹٫۶°جنوبی ۲۶٫۳°شرقی   | ۲۷۲ کیلومتر (۱۶۹ مایل) |                 | [ ۱ ]    |
| ۷ مه ۲۲۷۴       | ۰۶:۴۷:۳۷           | ۱۵۲        | کامل   | ۱٫۰۵۱۰    | ۰۴ دقیقه ۳۷ ثانیه | ۲۵°۳۰′جنوبی ۸۸°۱۲′شرقی / ۲۵٫۵°جنوبی ۸۸٫۲°شرقی   | ۲۳۰ کیلومتر (۱۴۰ مایل) |                 | [ ۱ ]    |
| ۳۰ اکتبر ۲۲۷۴   | ۱۲:۲۴:۱۸           | ۱۵۷        | حلقه‌ای | ۰٫۹۶۲۹    | ۰۴ دقیقه ۰۸ ثانیه | ۲۷°۰۰′شمالی ۲°۲۴′شرقی / ۲۷٫۰°شمالی ۲٫۴°شرقی     | ۱۷۹ کیلومتر (۱۱۱ مایل) |                 | [ ۱ ]    |
| ۲۸ مارس ۲۲۷۵    | ۰۶:۳۷:۵۰           | ۱۲۴        | جزئی   | ۰٫۴۱۳۳    | —                 | ۷۲°۱۲′شمالی ۱۴°۲۴′غربی / ۷۲٫۲°شمالی ۱۴٫۴°غربی   | —                      |                 | [ ۱ ]    |
| ۲۶ آوریل ۲۲۷۵   | ۱۹:۴۱:۴۱           | ۱۶۲        | جزئی   | ۰٫۱۴۲۳    | —                 | ۷۰°۴۲′جنوبی ۶۷°۰۰′غربی / ۷۰٫۷°جنوبی ۶۷٫۰°غربی   | —                      |                 | [ ۱ ]    |
| ۲۰ سپتامبر ۲۲۷۵ | ۱۲:۳۴:۵۴           | ۱۲۹        | جزئی   | ۰٫۴۵۲۷    | —                 | ۷۲°۰۰′جنوبی ۹۴°۱۸′غربی / ۷۲٫۰°جنوبی ۹۴٫۳°غربی   | —                      |                 | [ ۱ ]    |
| ۱۹ اکتبر ۲۲۷۵   | ۲۲:۰۳:۱۲           | ۱۶۷        | جزئی   | ۰٫۳۷۸۶    | —                 | ۷۱°۲۴′شمالی ۹۳°۵۴′غربی / ۷۱٫۴°شمالی ۹۳٫۹°غربی   | —                      |                 | [ ۱ ]    |
| ۱۶ مارس ۲۲۷۶    | ۰۸:۳۴:۰۲           | ۱۳۴        | حلقه‌ای | ۰٫۹۲۵۳    | ۰۸ دقیقه ۲۳ ثانیه | ۳۶°۲۴′شمالی ۴۲°۱۸′شرقی / ۳۶٫۴°شمالی ۴۲٫۳°شرقی   | ۳۶۲ کیلومتر (۲۲۵ مایل) |                 | [ ۱ ]    |
| ۹ سپتامبر ۲۲۷۶  | ۰۵:۱۸:۴۷           | ۱۳۹        | کامل   | ۱٫۰۶۷۱    | ۰۵ دقیقه ۳۳ ثانیه | ۲۸°۳۰′جنوبی ۹۱°۱۲′شرقی / ۲۸٫۵°جنوبی ۹۱٫۲°شرقی   | ۲۶۶ کیلومتر (۱۶۵ مایل) |                 | [ ۱ ]    |
| ۵ مارس ۲۲۷۷     | ۰۸:۱۱:۵۵           | ۱۴۴        | حلقه‌ای | ۰٫۹۳۶۶    | ۰۸ دقیقه ۰۴ ثانیه | ۹°۳۰′جنوبی ۶۳°۳۶′شرقی / ۹٫۵°جنوبی ۶۳٫۶°شرقی     | ۲۳۶ کیلومتر (۱۴۷ مایل) |                 | [ ۱ ]    |
| ۲۹ اوت ۲۲۷۷     | ۲۰:۴۹:۱۱           | ۱۴۹        | کامل   | ۱٫۰۳۶۲    | ۰۳ دقیقه ۲۸ ثانیه | ۱۷°۴۸′شمالی ۱۲۶°۴۲′غربی / ۱۷٫۸°شمالی ۱۲۶٫۷°غربی | ۱۲۳ کیلومتر (۷۶ مایل)  |                 | [ ۱ ]    |
| ۲۲ فوریه ۲۲۷۸   | ۱۲:۵۲:۴۸           | ۱۵۴        | حلقه‌ای | ۰٫۹۷۶۲    | ۰۱ دقیقه ۵۴ ثانیه | ۵۷°۰۶′جنوبی ۱۴°۴۸′شرقی / ۵۷٫۱°جنوبی ۱۴٫۸°شرقی   | ۱۳۱ کیلومتر (۸۱ مایل)  |                 | [ ۱ ]    |
| ۱۹ اوت ۲۲۷۸     | ۰۶:۴۶:۲۳           | ۱۵۹        | حلقه‌ای | ۰٫۹۷۱۲    | ۰۱ دقیقه ۵۳ ثانیه | ۷۵°۴۸′شمالی ۱۵۵°۴۸′شرقی / ۷۵٫۸°شمالی ۱۵۵٫۸°شرقی | ۳۶۷ کیلومتر (۲۲۸ مایل) |                 | [ ۱ ]    |
| ۱۳ ژانویه ۲۲۷۹  | ۱۳:۴۹:۰۶           | ۱۲۶        | جزئی   | ۰٫۴۶۳۰    | —                 | ۶۸°۱۲′شمالی ۳۳°۴۲′غربی / ۶۸٫۲°شمالی ۳۳٫۷°غربی   | —                      |                 | [ ۱ ]    |
| ۱۲ فوریه ۲۲۷۹   | ۰۰:۳۷:۰۵           | ۱۶۴        | جزئی   | ۰٫۲۵۸۱    | —                 | ۷۰°۴۲′جنوبی ۴۸°۱۸′غربی / ۷۰٫۷°جنوبی ۴۸٫۳°غربی   | —                      |                 | [ ۱ ]    |
| ۹ ژوئیه ۲۲۷۹    | ۱۸:۴۱:۱۳           | ۱۳۱        | جزئی   | ۰٫۷۸۰۲    | —                 | ۶۷°۴۲′جنوبی ۱۰۰°۴۲′غربی / ۶۷٫۷°جنوبی ۱۰۰٫۷°غربی | —                      |                 | [ ۱ ]    |
| ۳ ژانویه ۲۲۸۰   | ۰۵:۲۸:۱۱           | ۱۳۶        | کامل   | ۱٫۰۳۱۴    | ۰۳ دقیقه ۰۴ ثانیه | ۱۷°۱۲′شمالی ۱۰۱°۵۴′شرقی / ۱۷٫۲°شمالی ۱۰۱٫۹°شرقی | ۱۳۸ کیلومتر (۸۶ مایل)  |                 | [ ۱ ]    |
| ۲۷ ژوئن ۲۲۸۰    | ۲۱:۰۳:۲۱           | ۱۴۱        | حلقه‌ای | ۰٫۹۷۸۴    | ۰۲ دقیقه ۴۵ ثانیه | ۴°۳۶′شمالی ۱۳۱°۱۲′غربی / ۴٫۶°شمالی ۱۳۱٫۲°غربی   | ۸۱ کیلومتر (۵۰ مایل)   |                 | [ ۱ ]    |
| ۲۲ دسامبر ۲۲۸۰  | ۱۷:۵۵:۴۴           | ۱۴۶        | حلقه‌ای | ۰٫۹۸۷۰    | ۰۱ دقیقه ۲۳ ثانیه | ۲۵°۴۸′جنوبی ۸۶°۴۸′غربی / ۲۵٫۸°جنوبی ۸۶٫۸°غربی   | ۴۶ کیلومتر (۲۹ مایل)   |                 | [ ۱ ]    |
| ۱۷ ژوئن ۲۲۸۱    | ۰۶:۱۴:۴۱           | ۱۵۱        | کامل   | ۱٫۰۳۱۶    | ۰۲ دقیقه ۳۲ ثانیه | ۵۰°۴۸′شمالی ۸۴°۱۲′شرقی / ۵۰٫۸°شمالی ۸۴٫۲°شرقی   | ۱۲۱ کیلومتر (۷۵ مایل)  |                 | [ ۱ ]    |
| ۱۱ دسامبر ۲۲۸۱  | ۲۳:۳۱:۲۴           | ۱۵۶        | حلقه‌ای | ۰٫۹۳۱۶    | ۰۵ دقیقه ۲۶ ثانیه | ۷۱°۲۴′جنوبی ۱۶۳°۴۲′شرقی / ۷۱٫۴°جنوبی ۱۶۳٫۷°شرقی | ۴۰۰ کیلومتر (۲۵۰ مایل) |                 | [ ۱ ]    |
| ۸ مه ۲۲۸۲       | ۱۴:۱۵:۱۶           | ۱۲۳        | جزئی   | ۰٫۳۵۴۵    | —                 | ۶۲°۴۲′جنوبی ۲۱°۱۸′شرقی / ۶۲٫۷°جنوبی ۲۱٫۳°شرقی   | —                      |                 | [ ۱ ]    |
| ۶ ژوئن ۲۲۸۲     | ۲۱:۲۸:۱۹           | ۱۶۱        | جزئی   | ۰٫۶۸۱۵    | —                 | ۶۴°۴۸′شمالی ۶۸°۰۰′شرقی / ۶۴٫۸°شمالی ۶۸٫۰°شرقی   | —                      |                 | [ ۱ ]    |
| ۱ نوامبر ۲۲۸۲   | ۰۵:۰۶:۲۴           | ۱۲۸        | جزئی   | ۰٫۰۳۷۰    | —                 | ۶۲°۰۶′شمالی ۱۶۳°۰۰′شرقی / ۶۲٫۱°شمالی ۱۶۳٫۰°شرقی | —                      |                 | [ ۱ ]    |
| ۳۰ نوامبر ۲۲۸۲  | ۲۳:۱۵:۲۳           | ۱۶۶        | جزئی   | ۰٫۱۸۱۲    | —                 | ۶۴°۰۶′جنوبی ۴۶°۰۶′شرقی / ۶۴٫۱°جنوبی ۴۶٫۱°شرقی   | —                      |                 | [ ۱ ]    |
| ۲۸ آوریل ۲۲۸۳   | ۰۶:۱۸:۲۱           | ۱۳۳        | کامل   | ۱٫۰۳۶۶    | ۰۳ دقیقه ۱۳ ثانیه | ۲۳°۳۶′جنوبی ۱۰۵°۰۰′شرقی / ۲۳٫۶°جنوبی ۱۰۵٫۰°شرقی | ۱۶۰ کیلومتر (۹۹ مایل)  |                 | [ ۱ ]    |
| ۲۱ اکتبر ۲۲۸۳   | ۰۹:۲۳:۱۱           | ۱۳۸        | حلقه‌ای | ۰٫۹۷۹۰    | ۰۱ دقیقه ۵۶ ثانیه | ۳۴°۵۴′شمالی ۶۳°۱۲′شرقی / ۳۴٫۹°شمالی ۶۳٫۲°شرقی   | ۱۱۶ کیلومتر (۷۲ مایل)  |                 | [ ۱ ]    |
| ۱۶ آوریل ۲۲۸۴   | ۱۷:۱۹:۲۲           | ۱۴۳        | حلقه‌ای | ۰٫۹۸۲۷    | ۰۱ دقیقه ۴۵ ثانیه | ۱۴°۳۶′شمالی ۷۹°۱۲′غربی / ۱۴٫۶°شمالی ۷۹٫۲°غربی   | ۶۱ کیلومتر (۳۸ مایل)   |                 | [ ۱ ]    |
| ۹ اکتبر ۲۲۸۴    | ۲۱:۰۳:۴۸           | ۱۴۸        | کامل   | ۱٫۰۴۲۰    | ۰۳ دقیقه ۳۹ ثانیه | ۵°۴۲′جنوبی ۱۳۵°۴۸′غربی / ۵٫۷°جنوبی ۱۳۵٫۸°غربی   | ۱۴۰ کیلومتر (۸۷ مایل)  |                 | [ ۱ ]    |
| ۵ آوریل ۲۲۸۵    | ۲۰:۵۵:۲۳           | ۱۵۳        | حلقه‌ای | ۰٫۹۳۱۵    | ۰۵ دقیقه ۵۰ ثانیه | ۵۲°۵۴′شمالی ۱۷۱°۲۴′غربی / ۵۲٫۹°شمالی ۱۷۱٫۴°غربی | ۴۵۹ کیلومتر (۲۸۵ مایل) |                 | [ ۱ ]    |
| ۲۹ سپتامبر ۲۲۸۵ | ۱۳:۱۱:۳۸           | ۱۵۸        | کامل   | ۱٫۰۶۲۱    | ۰۴ دقیقه ۲۴ ثانیه | ۳۹°۳۶′جنوبی ۴۲°۵۴′غربی / ۳۹٫۶°جنوبی ۴۲٫۹°غربی   | ۲۷۵ کیلومتر (۱۷۱ مایل) |                 | [ ۱ ]    |
| ۲۴ فوریه ۲۲۸۶   | ۰۳:۳۹:۲۳           | ۱۲۵        | جزئی   | ۰٫۲۴۴۸    | —                 | ۶۱°۳۰′جنوبی ۱۲۱°۰۰′غربی / ۶۱٫۵°جنوبی ۱۲۱٫۰°غربی | —                      |                 | [ ۱ ]    |
| ۲۵ مارس ۲۲۸۶    | ۲۰:۳۷:۴۸           | ۱۶۳        | جزئی   | ۰٫۰۴۷۲    | —                 | ۶۱°۰۰′شمالی ۱۴۱°۰۶′شرقی / ۶۱٫۰°شمالی ۱۴۱٫۱°شرقی | —                      |                 | [ ۱ ]    |
| ۲۰ اوت ۲۲۸۶     | ۱۹:۴۸:۲۲           | ۱۳۰        | جزئی   | ۰٫۶۳۲۲    | —                 | ۶۱°۴۲′شمالی ۰°۱۲′شرقی / ۶۱٫۷°شمالی ۰٫۲°شرقی     | —                      |                 | [ ۱ ]    |
| ۱۹ سپتامبر ۲۲۸۶ | ۰۵:۱۰:۰۴           | ۱۶۸        | جزئی   | ۰٫۲۱۶۶    | —                 | ۶۱°۱۲′جنوبی ۱۶°۳۰′شرقی / ۶۱٫۲°جنوبی ۱۶٫۵°شرقی   | —                      |                 | [ ۱ ]    |
| ۱۳ فوریه ۲۲۸۷   | ۱۰:۲۱:۲۵           | ۱۳۵        | حلقه‌ای | ۰٫۹۹۲۶    | ۰۰ دقیقه ۳۵ ثانیه | ۴۹°۲۴′جنوبی ۵۶°۱۸′شرقی / ۴۹٫۴°جنوبی ۵۶٫۳°شرقی   | ۳۴ کیلومتر (۲۱ مایل)   |                 | [ ۱ ]    |
| ۱۰ اوت ۲۲۸۷     | ۰۳:۴۷:۴۲           | ۱۴۰        | حلقه‌ای | ۰٫۹۶۸۶    | ۰۲ دقیقه ۵۶ ثانیه | ۴۱°۰۰′شمالی ۱۴۱°۴۸′شرقی / ۴۱٫۰°شمالی ۱۴۱٫۸°شرقی | ۱۲۷ کیلومتر (۷۹ مایل)  |                 | [ ۱ ]    |
| ۲ فوریه ۲۲۸۸    | ۲۳:۳۳:۴۷           | ۱۴۵        | کامل   | ۱٫۰۴۱۲    | ۰۳ دقیقه ۳۹ ثانیه | ۱۴°۱۲′جنوبی ۱۶۸°۲۴′غربی / ۱۴٫۲°جنوبی ۱۶۸٫۴°غربی | ۱۳۸ کیلومتر (۸۶ مایل)  |                 | [ ۱ ]    |
| ۲۹ ژوئیه ۲۲۸۸   | ۰۵:۲۵:۲۳           | ۱۵۰        | حلقه‌ای | ۰٫۹۴۶۹    | ۰۶ دقیقه ۴۶ ثانیه | ۲°۳۰′شمالی ۹۷°۲۴′شرقی / ۲٫۵°شمالی ۹۷٫۴°شرقی     | ۲۰۳ کیلومتر (۱۲۶ مایل) |                 | [ ۱ ]    |
| ۲۲ ژانویه ۲۲۸۹  | ۱۵:۱۹:۲۵           | ۱۵۵        | کامل   | ۱٫۰۳۷۴    | ۰۳ دقیقه ۱۸ ثانیه | ۲۴°۱۸′شمالی ۵۸°۵۴′غربی / ۲۴٫۳°شمالی ۵۸٫۹°غربی   | ۱۷۸ کیلومتر (۱۱۱ مایل) |                 | [ ۱ ]    |
| ۱۸ ژوئیه ۲۲۸۹   | ۰۶:۵۰:۵۸           | ۱۶۰        | جزئی   | ۰٫۸۹۸۰    | —                 | ۶۳°۳۶′جنوبی ۴۲°۱۸′شرقی / ۶۳٫۶°جنوبی ۴۲٫۳°شرقی   | —                      |                 | [ ۱ ]    |
| ۱۳ دسامبر ۲۲۸۹  | ۱۵:۰۱:۱۸           | ۱۲۷        | جزئی   | ۰٫۲۷۶۷    | —                 | ۶۶°۴۸′جنوبی ۱۳۰°۴۸′شرقی / ۶۶٫۸°جنوبی ۱۳۰٫۸°شرقی | —                      |                 | [ ۱ ]    |
| ۱۲ ژانویه ۲۲۹۰  | ۰۴:۵۶:۳۳           | ۱۶۵        | جزئی   | ۰٫۲۰۰۹    | —                 | ۶۴°۰۶′شمالی ۷۵°۲۴′شرقی / ۶۴٫۱°شمالی ۷۵٫۴°شرقی   | —                      |                 | [ ۱ ]    |
| ۸ ژوئن ۲۲۹۰     | ۰۵:۳۵:۴۹           | ۱۳۲        | کامل   | ۱٫۰۳۸۲    | ۰۲ دقیقه ۱۴ ثانیه | ۸۳°۴۸′شمالی ۱۰۰°۵۴′شرقی / ۸۳٫۸°شمالی ۱۰۰٫۹°شرقی | ۲۶۵ کیلومتر (۱۶۵ مایل) |                 | [ ۱ ]    |
| ۲ دسامبر ۲۲۹۰   | ۱۸:۳۶:۴۱           | ۱۳۷        | حلقه‌ای | ۰٫۹۲۳۷    | ۰۶ دقیقه ۲۳ ثانیه | ۷۰°۵۴′جنوبی ۱۰۴°۴۲′غربی / ۷۰٫۹°جنوبی ۱۰۴٫۷°غربی | ۴۳۹ کیلومتر (۲۷۳ مایل) |                 | [ ۱ ]    |
| ۲۸ مه ۲۲۹۱      | ۲۱:۴۵:۲۸           | ۱۴۲        | کامل   | ۱٫۰۷۶۴    | ۰۶ دقیقه ۳۴ ثانیه | ۲۸°۱۸′شمالی ۱۴۴°۳۰′غربی / ۲۸٫۳°شمالی ۱۴۴٫۵°غربی | ۲۴۹ کیلومتر (۱۵۵ مایل) |                 | [ ۱ ]    |
| ۲۱ نوامبر ۲۲۹۱  | ۱۷:۵۰:۵۳           | ۱۴۷        | حلقه‌ای | ۰٫۹۲۶۳    | ۰۹ دقیقه ۴۱ ثانیه | ۲۳°۴۲′جنوبی ۸۸°۵۴′غربی / ۲۳٫۷°جنوبی ۸۸٫۹°غربی   | ۲۷۸ کیلومتر (۱۷۳ مایل) |                 | [ ۱ ]    |
| ۱۷ مه ۲۲۹۲      | ۱۴:۲۹:۳۳           | ۱۵۲        | کامل   | ۱٫۰۵۲۱    | ۰۴ دقیقه ۵۷ ثانیه | ۱۸°۴۸′جنوبی ۳۰°۱۸′غربی / ۱۸٫۸°جنوبی ۳۰٫۳°غربی   | ۲۲۰ کیلومتر (۱۴۰ مایل) |                 | [ ۱ ]    |
| ۹ نوامبر ۲۲۹۲   | ۲۰:۲۰:۰۷           | ۱۵۷        | حلقه‌ای | ۰٫۹۶۳۵    | ۰۴ دقیقه ۱۴ ثانیه | ۲۲°۰۰′شمالی ۱۱۹°۰۶′غربی / ۲۲٫۰°شمالی ۱۱۹٫۱°غربی | ۱۷۱ کیلومتر (۱۰۶ مایل) |                 | [ ۱ ]    |
| ۷ آوریل ۲۲۹۳    | ۱۴:۱۴:۵۵           | ۱۲۴        | جزئی   | ۰٫۳۳۸۰    | —                 | ۷۱°۴۸′شمالی ۱۴۲°۳۰′غربی / ۷۱٫۸°شمالی ۱۴۲٫۵°غربی | —                      |                 | [ ۱ ]    |
| ۷ مه ۲۲۹۳       | ۰۳:۰۹:۴۷           | ۱۶۲        | جزئی   | ۰٫۲۳۲۳    | —                 | ۶۹°۵۴′جنوبی ۱۶۸°۳۰′شرقی / ۶۹٫۹°جنوبی ۱۶۸٫۵°شرقی | —                      |                 | [ ۱ ]    |
| ۳۰ سپتامبر ۲۲۹۳ | ۲۰:۳۱:۲۷           | ۱۲۹        | جزئی   | ۰٫۳۶۹۷    | —                 | ۷۲°۰۰′جنوبی ۱۳۲°۴۲′شرقی / ۷۲٫۰°جنوبی ۱۳۲٫۷°شرقی | —                      |                 | [ ۱ ]    |
| ۳۰ اکتبر ۲۲۹۳   | ۰۶:۱۳:۴۵           | ۱۶۷        | جزئی   | ۰٫۴۴۱۶    | —                 | ۷۰°۴۲′شمالی ۱۳۰°۱۸′شرقی / ۷۰٫۷°شمالی ۱۳۰٫۳°شرقی | —                      |                 | [ ۱ ]    |
| ۲۷ مارس ۲۲۹۴    | ۱۶:۰۲:۲۳           | ۱۳۴        | حلقه‌ای | ۰٫۹۲۶۹    | ۰۷ دقیقه ۴۲ ثانیه | ۴۳°۱۲′شمالی ۷۲°۳۶′غربی / ۴۳٫۲°شمالی ۷۲٫۶°غربی   | ۳۷۰ کیلومتر (۲۳۰ مایل) |                 | [ ۱ ]    |
| ۲۰ سپتامبر ۲۲۹۴ | ۱۳:۰۹:۵۸           | ۱۳۹        | کامل   | ۱٫۰۶۲۷    | ۰۴ دقیقه ۵۶ ثانیه | ۳۶°۱۲′جنوبی ۲۹°۵۴′غربی / ۳۶٫۲°جنوبی ۲۹٫۹°غربی   | ۲۶۳ کیلومتر (۱۶۳ مایل) |                 | [ ۱ ]    |
| ۱۶ مارس ۲۲۹۵    | ۱۵:۵۴:۳۴           | ۱۴۴        | حلقه‌ای | ۰٫۹۴۰۹    | ۰۷ دقیقه ۲۹ ثانیه | ۳°۳۶′جنوبی ۵۳°۰۰′غربی / ۳٫۶°جنوبی ۵۳٫۰°غربی     | ۲۱۹ کیلومتر (۱۳۶ مایل) |                 | [ ۱ ]    |
| ۱۰ سپتامبر ۲۲۹۵ | ۰۴:۲۰:۱۹           | ۱۴۹        | کامل   | ۱٫۰۳۰۷    | ۰۳ دقیقه ۰۱ ثانیه | ۱۰°۱۸′شمالی ۱۱۸°۵۴′شرقی / ۱۰٫۳°شمالی ۱۱۸٫۹°شرقی | ۱۰۴ کیلومتر (۶۵ مایل)  |                 | [ ۱ ]    |
| ۴ مارس ۲۲۹۶     | ۲۱:۰۴:۴۶           | ۱۵۴        | حلقه‌ای | ۰٫۹۸۱۹    | ۰۱ دقیقه ۳۱ ثانیه | ۵۱°۰۶′جنوبی ۱۱۰°۱۸′غربی / ۵۱٫۱°جنوبی ۱۱۰٫۳°غربی | ۹۵ کیلومتر (۵۹ مایل)   |                 | [ ۱ ]    |
| ۲۹ اوت ۲۲۹۶     | ۱۳:۴۵:۴۰           | ۱۵۹        | حلقه‌ای | ۰٫۹۶۸۹    | ۰۲ دقیقه ۲۰ ثانیه | ۶۶°۳۶′شمالی ۱۵°۰۰′شرقی / ۶۶٫۶°شمالی ۱۵٫۰°شرقی   | ۲۴۵ کیلومتر (۱۵۲ مایل) |                 | [ ۱ ]    |
| ۲۳ ژانویه ۲۲۹۷  | ۲۲:۳۹:۴۷           | ۱۲۶        | جزئی   | ۰٫۴۵۵۰    | —                 | ۶۹°۱۲′شمالی ۱۷۷°۴۸′غربی / ۶۹٫۲°شمالی ۱۷۷٫۸°غربی | —                      |                 | [ ۱ ]    |
| ۲۲ فوریه ۲۲۹۷   | ۰۹:۱۳:۳۱           | ۱۶۴        | جزئی   | ۰٫۲۸۵۳    | —                 | ۷۱°۲۴′جنوبی ۱۶۹°۲۴′شرقی / ۷۱٫۴°جنوبی ۱۶۹٫۴°شرقی | —                      |                 | [ ۱ ]    |
| ۲۰ ژوئیه ۲۲۹۷   | ۰۱:۰۷:۴۷           | ۱۳۱        | جزئی   | ۰٫۶۳۴۶    | —                 | ۶۸°۴۲′جنوبی ۱۵۱°۳۶′شرقی / ۶۸٫۷°جنوبی ۱۵۱٫۶°شرقی | —                      |                 | [ ۱ ]    |
| ۱۳ ژانویه ۲۲۹۸  | ۱۴:۱۶:۲۷           | ۱۳۶        | کامل   | ۱٫۰۲۹۶    | ۰۲ دقیقه ۵۲ ثانیه | ۱۹°۰۰′شمالی ۳۱°۵۴′غربی / ۱۹٫۰°شمالی ۳۱٫۹°غربی   | ۱۳۱ کیلومتر (۸۱ مایل)  |                 | [ ۱ ]    |
| ۹ ژوئیه ۲۲۹۸    | ۰۳:۴۹:۰۲           | ۱۴۱        | حلقه‌ای | ۰٫۹۸۱۱    | ۰۲ دقیقه ۲۳ ثانیه | ۱°۲۴′جنوبی ۱۲۶°۳۰′شرقی / ۱٫۴°جنوبی ۱۲۶٫۵°شرقی   | ۷۳ کیلومتر (۴۵ مایل)   |                 | [ ۱ ]    |
| ۳ ژانویه ۲۲۹۹   | ۰۲:۲۷:۴۳           | ۱۴۶        | حلقه‌ای | ۰٫۹۸۳۶    | ۰۱ دقیقه ۴۷ ثانیه | ۲۴°۵۴′جنوبی ۱۴۶°۵۴′شرقی / ۲۴٫۹°جنوبی ۱۴۶٫۹°شرقی | ۵۸ کیلومتر (۳۶ مایل)   |                 | [ ۱ ]    |
| ۲۸ ژوئن ۲۲۹۹    | ۱۳:۲۷:۴۳           | ۱۵۱        | کامل   | ۱٫۰۳۶۵    | ۰۳ دقیقه ۰۳ ثانیه | ۴۶°۰۰′شمالی ۱۹°۳۰′غربی / ۴۶٫۰°شمالی ۱۹٫۵°غربی   | ۱۳۳ کیلومتر (۸۳ مایل)  |                 | [ ۱ ]    |
| ۲۳ دسامبر ۲۲۹۹  | ۰۷:۳۸:۴۲           | ۱۵۶        | حلقه‌ای | ۰٫۹۲۸۸    | ۰۵ دقیقه ۴۵ ثانیه | ۷۲°۳۰′جنوبی ۵۴°۴۸′شرقی / ۷۲٫۵°جنوبی ۵۴٫۸°شرقی   | ۴۱۳ کیلومتر (۲۵۷ مایل) |                 | [ ۱ ]    |
| ۱۹ مه ۲۳۰۰      | ۲۲:۰۰:۳۹           | ۱۲۳        | جزئی   | ۰٫۲۳۹۹    | —                 | ۶۳°۲۴′جنوبی ۱۰۴°۰۶′غربی / ۶۳٫۴°جنوبی ۱۰۴٫۱°غربی | —                      |                 | [ ۱ ]    |
| ۱۸ ژوئن ۲۳۰۰    | ۰۴:۵۹:۲۹           | ۱۶۱        | جزئی   | ۰٫۸۱۸۹    | —                 | ۶۵°۴۲′شمالی ۵۴°۳۰′غربی / ۶۵٫۷°شمالی ۵۴٫۵°غربی   | —                      |                 | [ ۱ ]    |
| ۱۲ دسامبر ۲۳۰۰  | ۰۷:۰۹:۴۳           | ۱۶۶        | جزئی   | ۰٫۲۰۶۷    | —                 | ۶۵°۰۰′جنوبی ۸۱°۵۴′غربی / ۶۵٫۰°جنوبی ۸۱٫۹°غربی   | —                      |                 | [ ۱ ]    |